# Johann Sebastian Bach
Johann Sebastian Bach [ˈjoːhan zeˈbasti̯an ˈbax] (Eisenach, 31 marzo 1685 – Lipsia, 28 luglio 1750) è stato un compositore e musicista tedesco del periodo barocco, 17° Thomaskantor di Lipsia dal 1723 alla morte.
Considerato uno dei più grandi compositori nella storia della musica, le sue opere sono notevoli per profondità intellettuale, padronanza dei mezzi tecnici ed espressivi e per bellezza artistica. La sua fama è dovuta all'ampio e magistrale utilizzo del contrappunto, all'organizzazione armonica e tematica delle sue opere e all'inclusione di temi e motivi sacri (specialmente dalla musica sacra del culto luterano) e profani, oltre che alla capacità di padroneggiare i diversi stili nazionali (principalmente lo stile tedesco, quello italiano e quello francese, che approfondì). È considerato uno dei massimi maestri di forme musicali come il canone, la cantata e la fuga.
Bach nella sua vita fu polistrumentista (suonava sia strumenti a tastiera sia ad arco, anche se era noto principalmente come organista), insegnante di musica e soprattutto un compositore estremamente prolifico (l'indice delle sue opere, il Bach-Werke-Verzeichnis o BWV, supera il migliaio di titoli) sia di musica strumentale sia di musica vocale; compose per strumenti a tastiera decine di opere per organo (tra cui preludi, toccate, fughe, fantasie, sonate, adagi, concerti, i Preludi corali di Lipsia, l'Orgelbüchlein), clavicembalo (come il celeberrimo Clavicembalo ben temperato, il Concerto italiano e le Variazioni Goldberg), per complessi orchestrali (ad esempio i Concerti brandeburghesi) e cameristici (ad esempio le sonate per violino e clavicembalo); dall'altra parte, oltre duecento cantate, la Passione secondo Matteo, l'Oratorio di Natale, la Messa in Si minore, il Magnificat, la Passione secondo Giovanni e l'Oratorio di Pasqua. L'Offerta musicale da lui donata a Federico II di Prussia e l'incompiuta Arte della fuga sono oggi considerate tra le opere più complesse e articolate della musica occidentale e due dei suoi vertici più elevati. Compose sia musica sacra, sia didattica, sia assoluta e un ruolo marginale ha nella sua opera la musica profana e secolare.
Operò una sintesi mirabile fra lo stile tedesco (di cui erano stati esponenti, fra gli altri, Pachelbel e Buxtehude) e le opere dei compositori italiani (particolarmente Vivaldi, del quale trascrisse numerosi brani, assimilandone soprattutto lo stile concertante).
La sua opera costituì la summa e lo sviluppo delle varie tendenze stilistico-compositive della sua epoca. Il grado di complessità strutturale, la difficoltà tecnica e l'esclusione del genere melodrammatico, tuttavia, resero la sua opera appannaggio solo di una nicchia ristretta, e all'epoca ne limitarono la diffusione fra il grande pubblico, in paragone alla popolarità raggiunta da altri musicisti contemporanei come Händel o Telemann.
Dopo la sua morte, per motivi imputabili sia alle oggettive difficoltà tecnico-esecutive sia al cambio nel gusto imperante, la sua opera fu sostanzialmente dimenticata per quasi un secolo, sebbene celebri compositori quali Mozart e Beethoven ebbero modo di conoscerne e apprezzarne lo stile. Nel 1829 l'esecuzione della Passione secondo Matteo, diretta a Berlino da Felix Mendelssohn, riportò alla conoscenza di un vasto pubblico l'elevata qualità dell'opera compositiva di Bach, che è da allora considerata il compendio della musica contrappuntistica del periodo barocco.
A lui sono dedicati l'asteroide 1814 Bach, il cratere Bach e la maglia Bach sulla superficie di Mercurio.

## Biografia

### Infanzia e adolescenza (1685-1703)

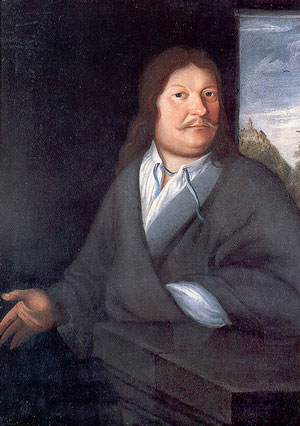
Johann Ambrosius Bach, padre di Johann Sebastian

Johann Sebastian Bach nacque nella città turingia di Eisenach, allora capitale del Ducato di Sassonia-Eisenach, parte del Sacro Romano Impero, il 21 marzo (31 marzo secondo il calendario moderno) del 1685 dalla famiglia di musicisti tedeschi più nota ai suoi tempi, al punto che il cognome "Bach" nelle città della Turingia era diventato sinonimo di "musicista": quando, nel 1693, alla corte di Arnstadt si rese vacante il posto di musicista di corte, il conte chiese urgentemente "un Bach". In zigano e nel dialetto di varie zone dell'Europa centrale "bach" assunse il significato di "musicista ambulante".

Monogramma di Johann Sebastian Bach, disegnato da lui stesso. Si compone delle lettere J S B, ossia le sue iniziali, intrecciate due volte, una nel verso normale e l'altra speculari.

Suo padre, Johann Ambrosius Bach, figlio di Christoph Bach, ricopriva a Eisenach la carica di Stadtpfeifer (musicista civico), ruolo che comportava l'organizzazione della musica a carattere profano nella città, ma anche la supervisione dell'attività musicale nella chiesa locale, inclusa la direzione del lavoro dell'organista di chiesa. È proprio dal padre che, probabilmente, Bach ricevette i primi rudimenti di violino, mentre presso lo zio insegnamenti sul clavicembalo.
Bach discendeva da una famiglia di musicisti professionisti che andavano dall'organista, al musicista da camera nelle corti, includendo anche compositori. Era del tutto normale, per quel tempo, che i figli assistessero al lavoro dei loro padri, cercando di impararne l'arte. Probabilmente anche Bach iniziò ripetendo la musica ascoltata in tenerissima età con gli strumenti che può suonare un preadolescente.
L'albero genealogico della famiglia Bach, dal titolo Ursprung der musicalisch-Bachischen Familie ("Origine della famiglia musicale dei Bach") venne compilato per la prima volta nel 1735 dallo stesso Johann Sebastian, che faceva risalire le origini della propria famiglia a Veit Bach, mugnaio proveniente dall'Europa orientale e appassionato suonatore di cetra, vissuto nella seconda metà del XVI secolo. Alla fine si conteranno ben sette generazioni di musicisti, un record ancor oggi insuperato per una famiglia.
Bach venne battezzato il 23 marzo del 1685 nella chiesa di San Giorgio di Eisenach: la data di nascita di Johann Sebastian, ultimo di sette figli, fu registrata nel registro battesimale come 21 marzo. Secondo il calendario gregoriano in uso attualmente, tali date dovrebbero essere indicate come 31 marzo e 2 aprile. La tradizionale data del 21 marzo continua tuttavia a essere largamente usata, spesso senza spiegazione, anche in testi autorevoli. La discrepanza è dovuta al fatto che nella Germania protestante il calendario gregoriano si impose solo agli inizi del XVIII secolo.
La madre di Bach, Elisabeth Lämmerhirt, morì nel 1694 e il padre morì otto mesi dopo. Il giovane Bach si trasferì dunque da un suo fratello maggiore, Johann Christoph Bach, organista presso la chiesa di San Michele di Ohrdruf. Durante la permanenza nella casa di suo fratello, Bach continuò a copiare, studiare e suonare musica, venendo a conoscenza grazie a lui delle partiture dei grandi compositori dell'epoca: Johann Pachelbel, Johann Jakob Froberger, Jean-Baptiste Lully, Louis Marchand, Dietrich Buxtehude.
Nel 1700 Johann Sebastian Bach vinse una borsa di studio per studiare presso la prestigiosa Scuola di San Michele a Lüneburg, dove, oltre a perfezionarsi all'organo e al clavicembalo, probabilmente imparò il francese e l'italiano. Inoltre studiò teologia, latino, geografia e matematica. A quell'epoca risalgono le prime composizioni giovanili di Bach, come le partite diverse sopra O Gott, du frommer Gott. Da Lüneburg, Bach si recò diverse volte ad Amburgo, distante circa 50 chilometri, per ascoltare Johann Adam Reincken all'organo della chiesa di Santa Caterina, restaurato nel 1670. Inoltre, Bach andò varie volte anche a Celle, distante 85 chilometri da Lüneburg, per ascoltare l'orchestra francese del principe Giorgio Guglielmo di Brunswick-Lüneburg e studiarne lo stile.

### Weimar, Arnstadt e Mühlhausen (1703-1708)

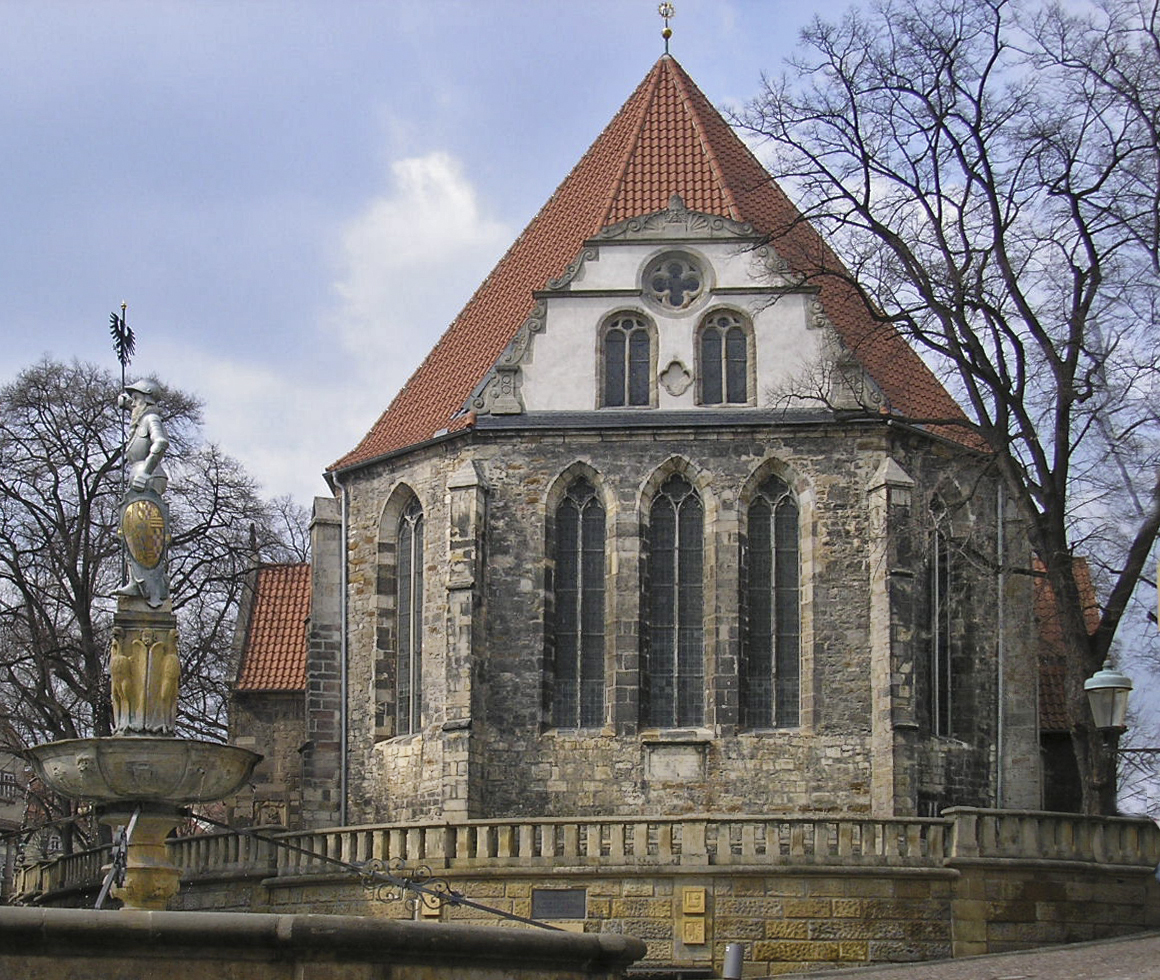
La chiesa di San Bonifacio ad Arnstadt

Nel gennaio del 1703, dopo aver fallito un'audizione come organista a Sangerhausen (in realtà Bach superò positivamente l'audizione, ma il principe Giovanni Giorgio di Sassonia-Weissenfels insistette affinché il posto venisse dato a un suo protetto), Bach venne assunto come musicista di corte nella cappella del duca Giovanni Ernesto III a Weimar, in Turingia.
Durante la sua permanenza di sette mesi a Weimar venne invitato a inaugurare il nuovo organo nella chiesa di San Bonifacio ad Arnstadt. La chiesa originaria era bruciata in un incendio nel 1581 e venne ricostruita solo fra il 1676 e il 1683. Per vent'anni la chiesa rimase senza organo, che fu ultimato solo nel 1703. Il nuovo strumento era un organo a due manuali, dotato di ventidue registri e di un accessorio all'epoca molto apprezzato, il cymbelstern: una ruota su cui sono montate delle campanelle. Quando il cymbelstern viene attivato, l'aria dell'organo fa girare la ruota, producendo un tintinnio continuo. L'inaugurazione, effettuata da Bach, pare abbia dato completa soddisfazione sia alle autorità, sia al costruttore dello strumento.
Nell'agosto dello stesso anno Bach accettò il posto di organista in quella chiesa, con uno stipendio relativamente buono. Questo incarico, però, lo lasciava insoddisfatto e presto cominciò a cercare altrove la sua fortuna.
Qui, il giovane Bach ebbe contrasti con gli studenti che lo dovevano coadiuvare alla Kirchenmusik come cantori o strumentisti; questi culminarono con un'aggressione subita da parte di un fagottista, che non aveva tollerato le pesanti critiche del musicista di Eisenach.

La chiesa di Santa Maria a Lubecca

In autunno Bach si fece concedere un permesso di quattro settimane (diventate poi quattro mesi) e si recò a piedi a Lubecca, distante 400 chilometri, per ascoltare Dietrich Buxtehude presso la chiesa di Santa Maria. Bach si rese subito conto che le sfarzose rappresentazioni musicali di Buxtehude, di cui si parlava in tutta la Germania, dal vivo superavano di gran lunga l'immaginazione. Quell'anno Buxtehude organizzò due Extraordinarien Abendmusiken il 2 e 3 dicembre: il Castrum Doloris per la morte di Leopoldo I e il Templum Honoris in onore del nuovo sovrano, Giuseppe I, utilizzando quaranta musicisti, disposti su quattro balconate, a formare un'orchestra di qualità eccezionale. Fra la prima e la seconda Abendmusiken vennero anche girate le sedie per permettere al pubblico, che aveva contemplato il monumento funebre eretto sul fondo della chiesa, di poter ammirare il busto del nuovo sovrano che troneggiava sull'altare, quasi in una rudimentale messa in scena.
Non è chiaro se Buxtehude e Bach si siano presentati: Johann Nikolaus Forkel, nella sua biografia bachiana, indica che Bach «fu ascoltatore segreto di questo, ai suoi dì, famosissimo e davvero bravo organista». La bizzarra ma inequivocabile definizione di ascoltatore segreto, un dettaglio che gli fornì Carl Philipp Emanuel Bach, il quale ascoltò il racconto del viaggio a Lubecca direttamente da suo padre Johann Sebastian, fa supporre che i due non si siano incontrati. Johann Sebastian Bach, desideroso di apprendere «i fondamenti della sua arte», probabilmente preferì ascoltare Buxtehude in segreto, nella navata della chiesa, senza salire in cantoria per presentarsi, in modo da poterne carpire i segreti del mestiere (artifici, tecniche di improvvisazione, passaggi di destrezza, combinazioni di registri), che forse Buxtehude custodiva gelosamente e non avrebbe rivelato.
Bach tornò ad Arnstadt nel febbraio 1706, con quindici settimane di ritardo. I superiori della Bonifaciuskirche, dopo il suo ritorno, notarono che: «Dopo questo viaggio eseguiva stupefacenti variazioni sui corali e vi mescolava armonie estranee a tal punto da confondere i fedeli. In futuro, se vorrà introdurre un tonum peregrinum, dovrà tenerlo per un tempo sufficientemente lungo senza passare troppo presto a un'altra tonalità, né, come ha iniziato a fare, suonare subito dopo un tonum contrarium».
Nel 1707 gli fu offerto il posto come organista presso la chiesa di San Biagio a Mühlhausen, che Bach accettò. Quattro mesi dopo il suo arrivo a Mühlhausen sposò sua cugina Maria Barbara Bach. A Mühlhausen, dando prova di grande competenza nonostante la sua giovane età, Bach propose un progetto per il rifacimento dell'organo, progetto che gli venne approvato. Gli venne solo bocciata la proposta di installare dei martelletti di metallo che, azionati dai tasti dell'organo, facevano suonare delle campanelle, che Bach affermava di voler montare per esaudire il desiderio di alcuni consiglieri parrocchiali. È probabile, invece, che fosse Bach stesso a voler avere a disposizione questo particolare registro, che farà poi montare sul suo organo a Weimar.

### Ritorno a Weimar (1708-1717)

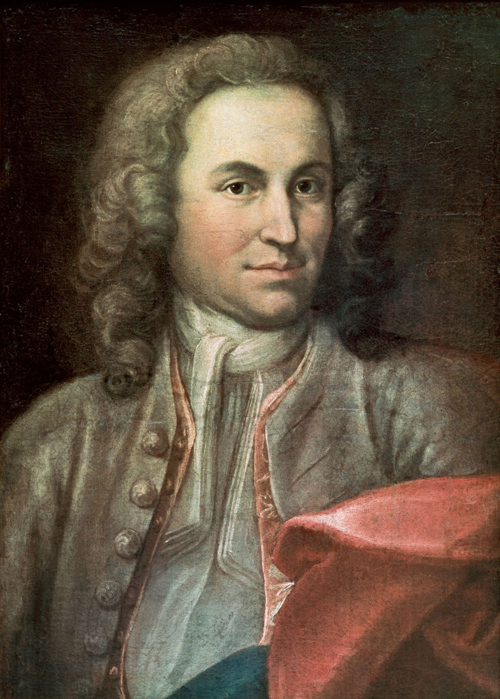
Ritratto di un giovane Bach del 1715 eseguito da Johann Ernst Rentsch

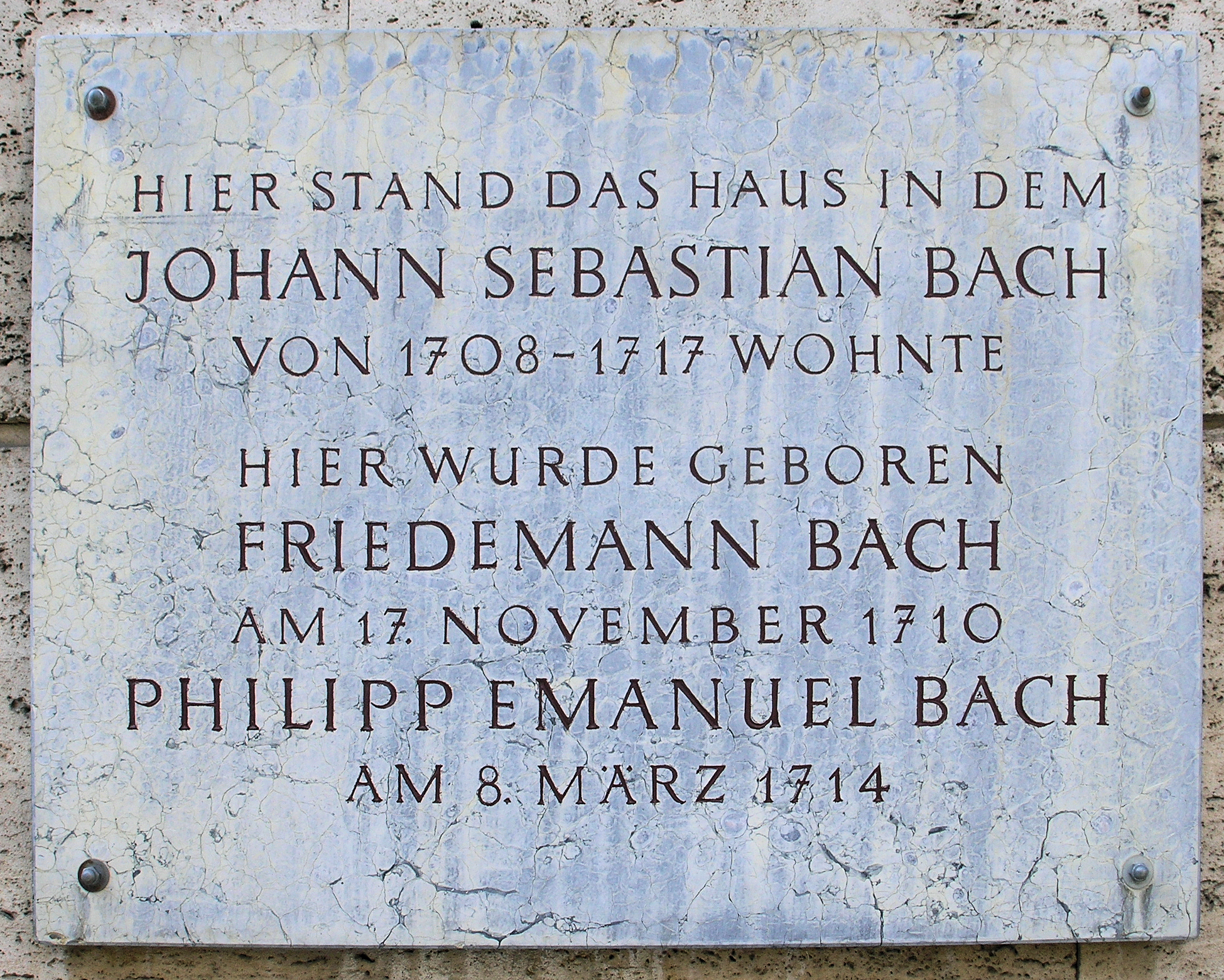
Targa commemorativa di Bach a Weimar

Nel 1708, Bach ottenne il ruolo di organista di corte e, nel 1714, konzertmeister (maestro di concerto) di Guglielmo Ernesto di Sassonia-Weimar presso la corte ducale di Weimar. Qui ebbe modo non solo di suonare l'organo, ma anche di comporre musica per tale strumento e suonare un repertorio più vario di musica da concerto in collaborazione con gli altri strumentisti della corte ducale.
Affezionato alla musica contrappuntistica, Bach compose la maggior parte del suo vasto repertorio di fughe nel periodo di Weimar, dove godeva dell'amicizia e della protezione del principe Johann Ernst di Sassonia-Weimar, buon compositore. Probabilmente l'esempio più noto è costituito da Il clavicembalo ben temperato, che include 48 tra preludi e fughe, una coppia per ciascuna tonalità maggiore e minore, un lavoro monumentale non solo per l'uso magistrale del contrappunto, ma anche per l'aver esplorato, per la prima volta, l'intera gamma tonale, la moltitudine delle scale, degli intervalli e delle tonalità.
Ciò era stato reso possibile per gli strumenti a tastiera dall'accordatura con i nuovi buoni temperamenti circolanti, come quelli di Andreas Werckmeister, e dalla moltitudine di modi espressivi che le piccole differenze tra i vari intervalli dettati dal nuovo temperamento rendevano possibili.
Nel 1713 il duca tornò da un viaggio nei Paesi Bassi con una grande collezione di spartiti, molti dei quali di musica italiana. Bach fu particolarmente attratto dallo schema del concerto grosso all'italiana, caratterizzato dall'alternarsi del "tutti" (o "ripieno") dell'orchestra e del "concertino" degli strumenti solisti.
Nel maggio del 1714 venne ultimato l'organo nella cappella ducale. Le famose campanelle volute da Bach erano già state montate nell'organo, anche se una prima serie dovette essere sostituita a causa di alcuni difetti di intonazione. Durante il soggiorno a Weimar, Bach iniziò a lavorare sull'Orgelbüchlein per suo figlio, Wilhelm Friedemann. Il "libretto" della musica organistica doveva contenere musica tradizionale con inni della chiesa luterana: lo scopo principale doveva essere quello di istruire gli studenti di organistica. In realtà il lavoro, seppure incompleto, svolge due grandi temi nell'opera di Bach. In primo luogo mostra il talento per la didattica, e in secondo luogo il suo amore per la tradizione corale sia come formula in sé, sia come sorgente d'ispirazione.

### Cöthen (1717-1723)

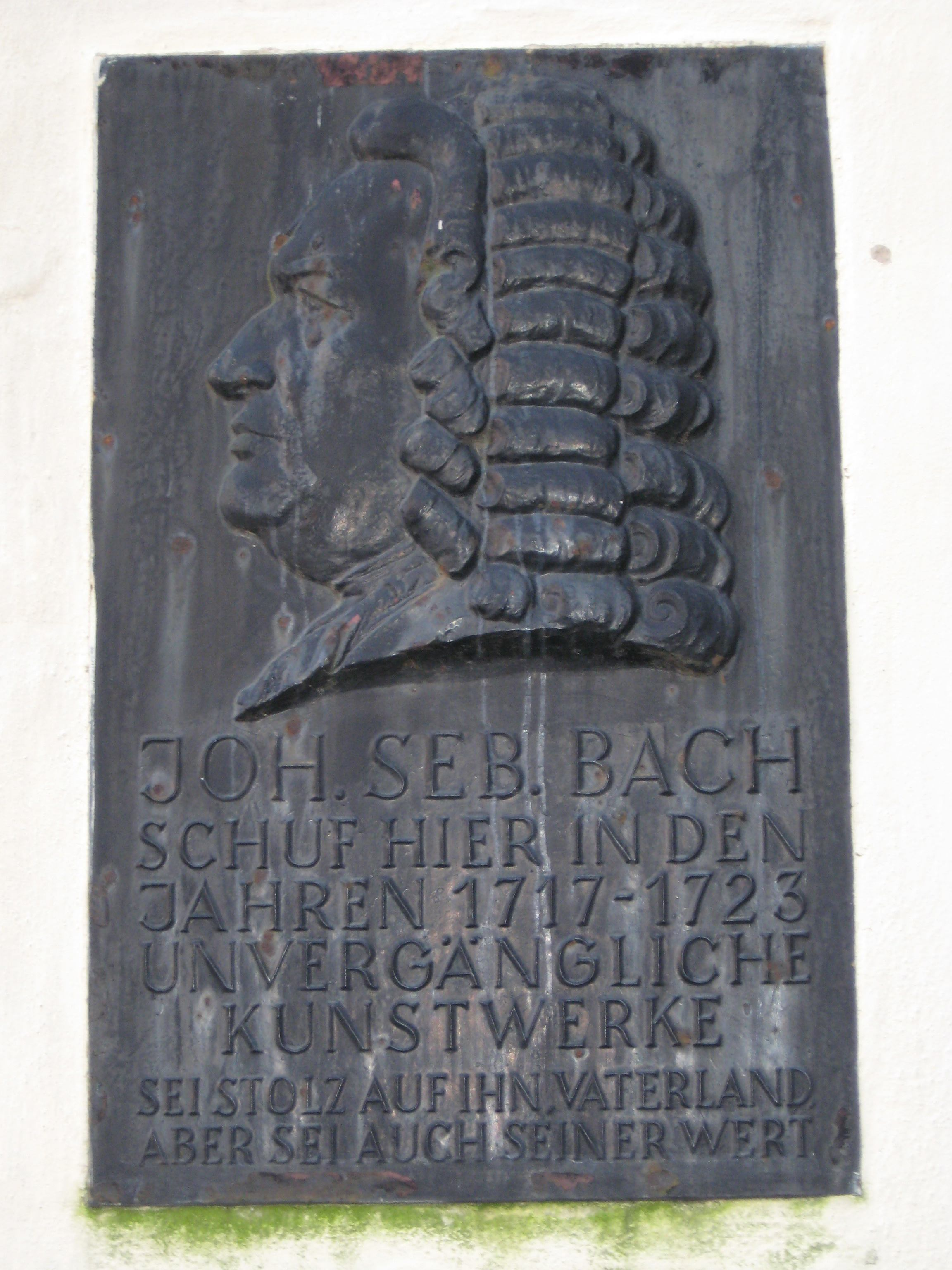
Targa commemorativa di Bach a Cöthen

Nel settembre del 1717 Bach si recò a Dresda, dove si verificò un episodio di cui esistono diverse versioni. Secondo Johann Nikolaus Forkel, che riprende il necrologio scritto da Carl Philipp Emanuel, in città Bach assistette a un concerto di Louis Marchand, celebre esecutore francese che fu anche organista di Luigi XIV. Successivamente, dietro pressione di Jean Baptiste Volumier, konzertmeister di Dresda che non aveva simpatia per Marchand, Bach gli inviò una lettera proponendogli una battaglia all'organo: Bach si impegnava a improvvisare su qualsiasi tema proposto dal suo rivale francese a patto che questi, ovviamente, fosse disposto a fare altrettanto. L'incontro venne organizzato a casa del primo ministro von Flemming, ma Marchand non si presentò. Sempre secondo Forkel gli venne allora mandato un messo a casa, il quale tornò riferendo che Marchand aveva lasciato la città in tutta fretta ed era tornato in Francia.
Invece secondo Friedrich Wilhelm Marpurg, che afferma di aver sentito l'episodio raccontato da Bach stesso, un confronto diretto fra i due musicisti ebbe luogo, proprio durante il concerto di Marchand a Dresda. Quest'ultimo, secondo la versione di Marpurg, eseguì un'aria francese con variazioni che venne molto applaudita; a quel punto, Jean Baptiste Volumier invitò Bach a esibirsi anch'egli al clavicembalo. Bach, dopo un breve preludio, riprese il tema dell'aria che Marchand aveva suonato prima, lo ripeté interamente a memoria, incluse le variazioni, e improvvisò altre dodici variazioni, più difficili e brillanti di quelle di Marchand. Non contento del suo trionfo, Bach presentò a Marchand un tema che aveva annotato a penna e lo invitò a una competizione all'organo, ma Marchand non volle rischiare una disfatta completa, partì da Dresda e tornò in Francia.

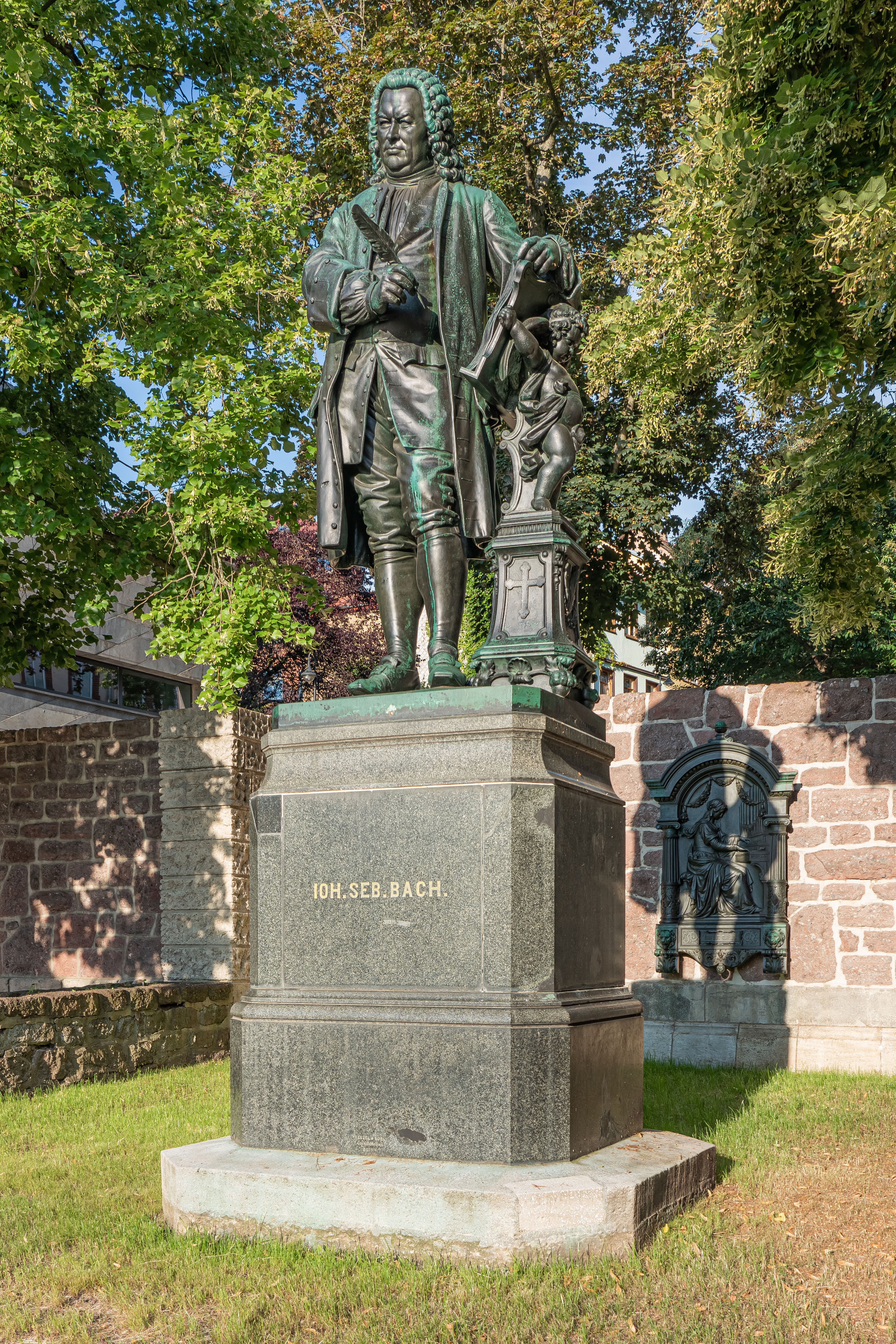
Statua di Bach a Eisenach

Non appena iniziò a percepire le tensioni via via crescenti all'interno della corte ducale di Weimar, Bach iniziò di nuovo a cercare un lavoro più stabile, compatibile con i suoi interessi musicali. I rapporti col duca Guglielmo Ernesto di Sassonia-Weimar si deteriorarono bruscamente, e il duca fece addirittura arrestare Bach per quattro settimane, dal 6 novembre al 2 dicembre 1717, probabilmente a seguito di una accesa discussione in merito alla sua richiesta di congedo; la sentenza recitava testualmente: "Nella sala di giustizia e per ordine di Sua Altezza Serenissima, è stata decisa la messa agli arresti di Johann Sebastian Bach, Konzertmeister e Hoforganist (maestro dei concerti e organista di corte), in ragione del suo atteggiamento pertinace a voler ottenere un congedo ingiustificato". Per tale motivo, Bach si trasferì a Cöthen presso la corte del principe Leopoldo, dove prese servizio come maestro di cappella e direttore della musica da camera. Se è pur vero che il principe Leopoldo, lui stesso musicista e grande estimatore del talento di Bach, lo pagava bene e gli garantiva una considerevole tolleranza su ciò che componeva o suonava per lui, egli era calvinista e i severi principi di questa religione rifiutavano la musica liturgica eccessivamente elaborata: per questo motivo la maggior parte delle opere di Bach in questo periodo fu di natura secolare. I concerti brandeburghesi, così come molta altra musica strumentale (tra cui le sei suites per violoncello solo, le sonate e partite per violino solo, la partita per flauto solo, le sonate per violino e clavicembalo, i sei piccoli preludi per clavicembalo e il primo libro de Il clavicembalo ben temperato) sono frutto di questo periodo. Il 7 luglio 1720, mentre Bach era all'estero con il principe Leopoldo, sua moglie, Maria Barbara Bach, la madre dei suoi primi 7 figli, morì improvvisamente. L'anno seguente Bach incontrò Anna Magdalena Wilcke, e i due si sposarono il 3 dicembre 1721.
Il 12 settembre 1720 morì Heinrich Friese, organista della Jacobikirche di Amburgo, lasciando vacante il posto. Il 21 novembre, per la sua successione, i superiori della chiesa invitarono otto organisti, fra i quali anche Johann Sebastian Bach. L'audizione generale dei candidati venne fissata per il successivo 28 novembre, ma Bach non poté essere ascoltato in quanto, il giorno 23, dovette ritornare a Cöthen per i preparativi del compleanno del principe Leopoldo. I restanti candidati sostennero l'audizione il giorno 28 nella Jacobikirche, come previsto, ma ogni decisione fu rinviata prima al 12 dicembre, e poi al successivo 19. Il rinvio fu dovuto al fatto che i superiori della chiesa, a conoscenza dell'eccelsa bravura di Bach come organista, tale da escludere qualsiasi altro candidato, speravano che Johann Sebastian inviasse una lettera reclamando il posto, nonostante non avesse sostenuto l'audizione ufficiale del 28 novembre. La lettera arrivò, ma la risposta fu negativa, con una giustificazione di carattere economico e morale: nella Jacobikirche, infatti, era tradizione che l'eletto dovesse effettuare, a titolo di ringraziamento, una donazione in denaro alle autorità ecclesiastiche. In pratica, la carica veniva usualmente assegnata al miglior offerente. Dopo il rifiuto di Bach la scelta ricadde, il 22 dicembre, su Joachim Heitmann, che il 6 gennaio versò nelle casse della chiesa la considerevole somma di 4.000 marchi. Johann Mattheson, a tal proposito, scriverà nel 1728: «Qualche anno fa un grande virtuoso [...] si presentò come organista in una città abbastanza importante. [...] Si presentò anche il figlio di un artigiano benestante, i cui preludi sembrarono più belli grazie ai suoi talleri più che alle sue dita, e così ebbe il posto».
Prima del suo ritorno a Cöthen, tuttavia, Bach tenne un concerto all'organo della vicina Catherinenkirche; a questa esibizione, che fu molto applaudita, assistette anche Johann Adam Reincken. In suo onore, Bach improvvisò alcune variazioni sul corale An Wasserflüssen Babylon, che aveva sentito suonare anni prima dallo stesso Reincken. Al termine dell'esecuzione Reincken si avvicinò a Bach dicendogli: «Credevo che quest'arte fosse morta, ma vedo che vive ancora in voi!».

### Lipsia (1723-1750)

#### Successione al posto di Thomaskantor (1722-1723)

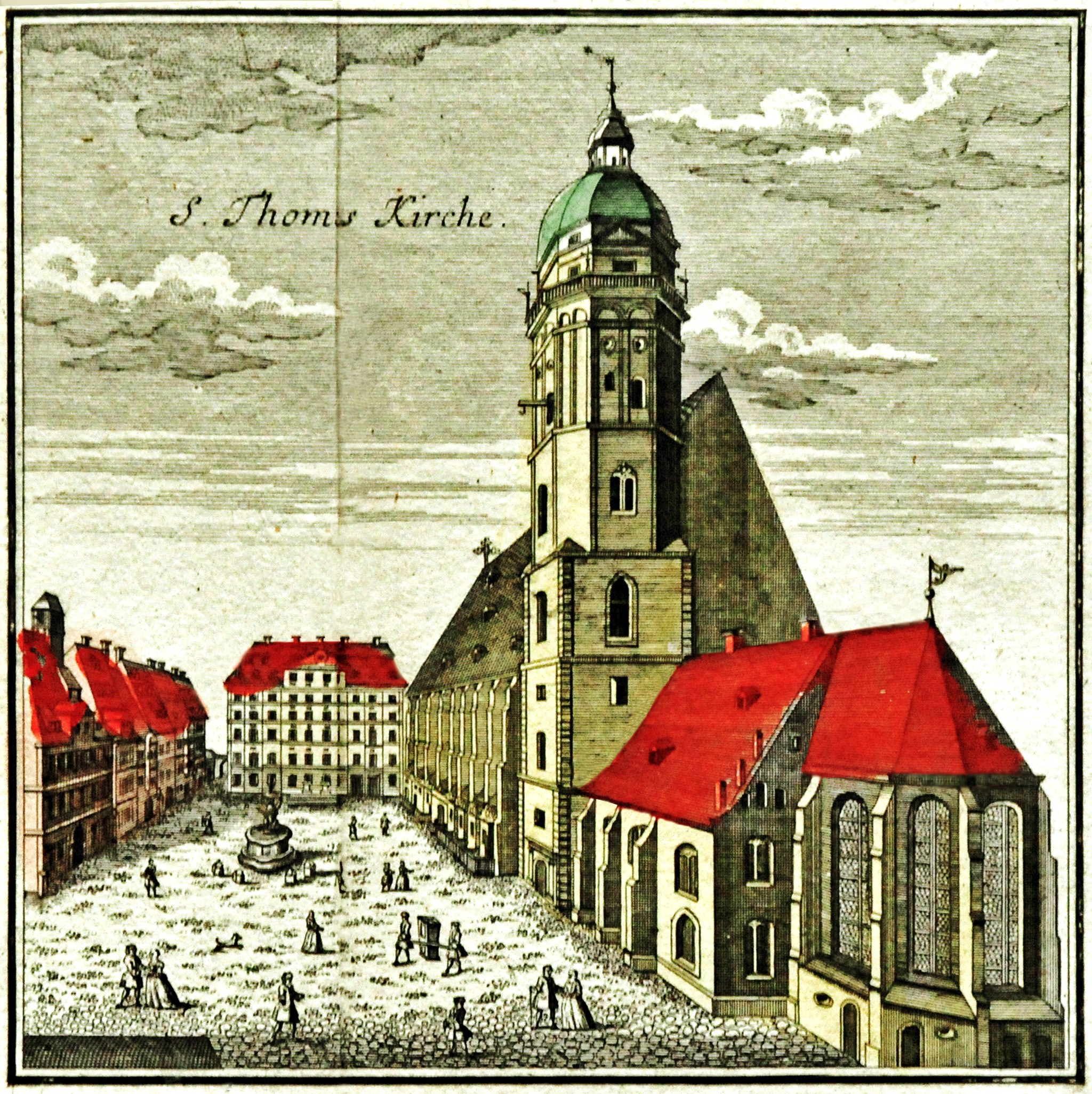
La Chiesa di San Tommaso nel 1749

Il 5 giugno 1722 morì Johann Kuhnau, direttore musicale della chiesa di San Tommaso a Lipsia. Il posto di Thomaskantor in quella chiesa era ambito da diversi musicisti di primo piano e il processo di valutazione dei candidati, da parte del consiglio municipale della città, fu piuttosto travagliato. Il 14 luglio il consiglio municipale iniziò l'esame delle candidature per la nomina del suo successore. I nomi proposti furono sei: Johann Friedrich Fasch, Georg Lembke, Christian Friedrich Rolle, Georg Balthasar Schott, Johann Martin Steindorff e Georg Philipp Telemann.
Telemann era molto stimato a Lipsia, dove era stato prima studente universitario, poi organista e direttore musicale dell'Opera fino al 1705. L'11 agosto il consiglio lo elesse all'unanimità. Il 13 agosto Telemann ricevette l'investitura formale in municipio, ma il giorno dopo partì per Amburgo, dove si trattenne un mese, lasciando nell'incertezza le autorità di Lipsia. Il 25 settembre tornò a Lipsia, fermandosi due settimane e chiedendo alle autorità di Amburgo di aumentargli lo stipendio. In caso di rifiuto si sarebbe fermato a Lipsia definitivamente. L'espediente funzionò, Telemann ottenne l'aumento richiesto, tornò ad Amburgo e rese nuovamente vacante la carica a Lipsia.
Il 23 novembre, riprese le selezioni, vennero proposti i nomi di Georg Friedrich Kauffmann e di Andreas Christoph Tufen. Il 21 dicembre si aggiunsero altri due nomi, Johann Christoph Graupner e Johann Sebastian Bach. Il 17 gennaio 1723 Graupner sostenne l'audizione di fronte al consiglio comunale, audizione che fu molto applaudita. Dopo di che Graupner tornò a Darmstadt con la richiesta di dimissioni da porre al langravio locale, suo datore di lavoro. Quest'ultimo, tuttavia, negò il proprio beneplacito e Graupner dovette abbandonare l'idea di diventare Cantor a Lipsia. Bach venne allora eletto il 5 maggio 1723, e divenne 17° Thomaskantor.
Presso la Biblioteca di Stato di Berlino è conservato il verbale di una seduta del consiglio municipale di Lipsia, che riporta un intervento del consigliere Abraham Christoph Platz. Questi, a proposito della nomina di Bach, affermò che «dal momento che non si poteva ottenere il meglio, si doveva accettare una soluzione mediocre». Questa frase, citata fuori dal contesto in cui è stata pronunciata, è stata spesso interpretata come una lamentela perché le finanze municipali non consentivano di pagare musicisti ritenuti migliori di Bach, e ha alimentato la diffusa convinzione che, ai suoi tempi, Bach, pur famoso come organista, fosse assai meno stimato come compositore. Di fatto una larga parte delle sue opere ebbe a quel tempo diffusione solo locale, essendo stata destinata espressamente all'attività delle istituzioni musicali che Bach stesso si trovava, di volta in volta, a dirigere.
Tuttavia, a una più attenta lettura, l'immagine di un Bach ritenuto dai suoi contemporanei un musicista "di secondo piano" si rivela più un mito romantico che una verità storica. I dati relativi alle condizioni contrattuali dei suoi impieghi a Weimar e a Cöthen, riportati da Christoph Wolff, dimostrano che Bach era considerato nelle corti tedesche uno dei musicisti più eminenti. Wolff descrive dettagliatamente le diverse fasi della scelta del successore di Johann Kuhnau. Nelle città tedesche il ruolo di cantor (diversamente dalla posizione di maestro di cappella in una corte) comportava considerevoli impegni didattici in varie discipline, oltre alla direzione delle attività musicali: non a caso il Cantor di Lipsia afferiva alla Thomasschule, istituzione scolastica prima che musicale. Per questo motivo diversi consiglieri municipali non ritenevano le doti di virtuoso e di compositore criteri prioritari per la scelta, ma, anzi, tendevano a diffidare di candidati potenzialmente inclini a sacrificare gli impegni didattici in favore dell'attività concertistica.
Bach era l'unico fra i candidati a non avere un titolo universitario, e, pur dimostrando un'ottima conoscenza del latino (dovette sostenere un esame di teologia in quella lingua), aveva prospettato di pagare una terza persona che insegnasse latino al suo posto. Nonostante ciò, l'esecuzione delle sue cantate a Lipsia aveva destato tale impressione che lo stesso consigliere Platz, rassegnato a non poter avere "il meglio" (cioè un ottimo docente che fosse anche un ottimo musicista), si "accontentò" di un grande musicista poco incline all'insegnamento delle materie non musicali e votò a favore di Bach, che fu eletto all'unanimità. Il parere di Platz, pertanto, non è indicativo del prestigio di cui Bach godeva in quegli anni, ma solo dell'orientamento emerso nel consiglio municipale sul profilo del candidato ideale per quella carica. Nei ventisette anni che seguirono sorsero fra il consiglio municipale, le autorità religiose e lo stesso Bach non poche controversie in merito a quali compiti dovessero ritenersi prioritari per il Thomaskantor e, poco dopo la morte dello stesso Bach, il borgomastro Stieglitz ebbe occasione di ribadire il concetto: "La scuola ha bisogno di un Cantor, non di un Capellmeister, ancorché ovviamente debba conoscere la musica".

#### Bach nel ruolo di Thomaskantor

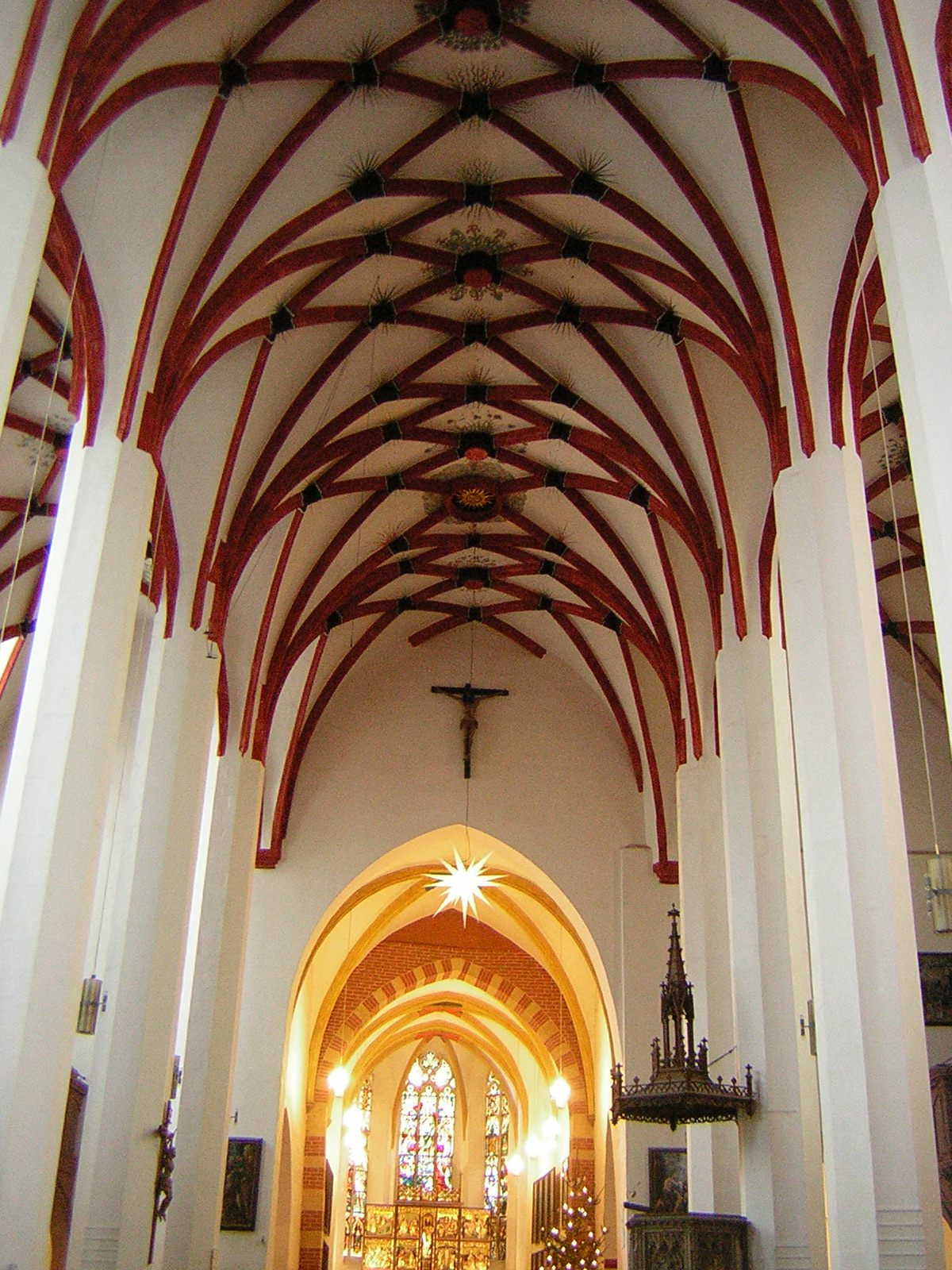
La volta della navata centrale della chiesa di san Tommaso a Lipsia

L'incarico di Cantor et Director Musices richiedeva non solo che egli insegnasse a cantare agli studenti della Thomasschule, ma che fornisse anche settimanalmente musica per le due chiese principali di Lipsia. Andando ben oltre le richieste, Bach si sforzò di comporre una nuova cantata ogni settimana. Questa programmazione del lavoro, che tutto sommato era sostenibile dal momento che in pratica consisteva nello scrivere un'ora di musica ogni settimana, pur se in aggiunta ai più ordinari compiti della scuola, si rivelò per Bach talmente stimolante da indurlo a produrre musica realmente sublime, che è stata conservata per la maggior parte.
Molte delle cantate di questo periodo sono ispirate alle letture bibliche domenicali della settimana secondo il calendario liturgico evangelico e utilizzano, rielaborate in varie forme, le melodie degli inni luterani, dai quali la cantata stessa prende sovente il titolo, come in Wachet auf! Ruft uns die Stimme e Nun komm, der Heiden Heiland.

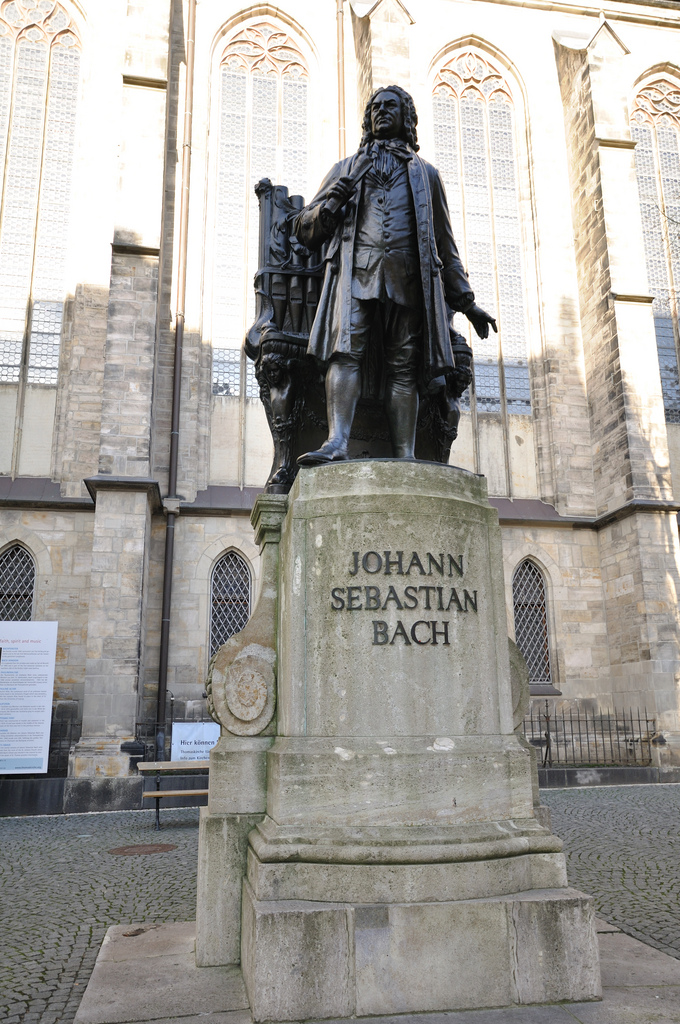
Statua di Johann Sebastian Bach, opera di Carl Seffner, collocata nel 1908 davanti alla Thomaskirche di Lipsia

Per i giorni delle solennità festive, quali il Natale, Venerdì santo e Pasqua, Bach scrisse cantate e oratori di particolare bellezza, come per esempio il Magnificat per il Natale, o di notevole complessità come la Passione secondo Matteo per il Venerdì santo. Il compositore stesso considerava la monumentale Passione secondo Matteo tra le sue opere migliori; nella sua corrispondenza si riferiva a quest'opera come alla sua "grande Passione" e ne preparò con attenzione un manoscritto autografo che richiedeva per la sua rappresentazione la partecipazione di tutti i musicisti disponibili nella città. La rappresentazione bachiana dell'essenza e del messaggio della cristianità nella sua musica religiosa è così potente, accurata e bella, che in Germania il suo autore a volte viene considerato come un Quinto Evangelista e nel calendario liturgico luterano Bach è commemorato nel giorno della sua morte, il 28 luglio.
Nel 1731 Bach pubblicò una raccolta di sei partite con il nome di Clavier-Übung. In realtà queste partite erano già uscite separatamente nel 1726 ed era la prima opera che Bach giudicasse abbastanza compiuta per essere pubblicata. Nei successivi quindici anni uscirono altri volumi del Clavier-Übung, l'ultimo dei quali contiene una delle opere più importanti di Bach: l'Aria con diverse variazioni. Stampate nel 1742, saranno chiamate Variazioni Goldberg dal nome dell'allievo di Bach: Johann Gottlieb Goldberg.

A Lipsia assunse anche la direzione del Collegium Musicum: questa istituzione, fondata da Georg Philipp Telemann, ogni venerdì teneva dei concerti al Caffè Zimmermann, concerti per i quali Bach compone diverse cantate di carattere non sacro, come la Cantata dei contadini e la Cantata del caffè. Durante questo periodo, Bach compose il Kyrie e il Gloria della Messa in Si minore e, nel 1733, presentò lo spartito al re Augusto III di Polonia, sperando di convincere il sovrano a nominarlo compositore di corte. Bach completò poi il lavoro con l'aggiunta di Credo, Sanctus ed Agnus Dei.

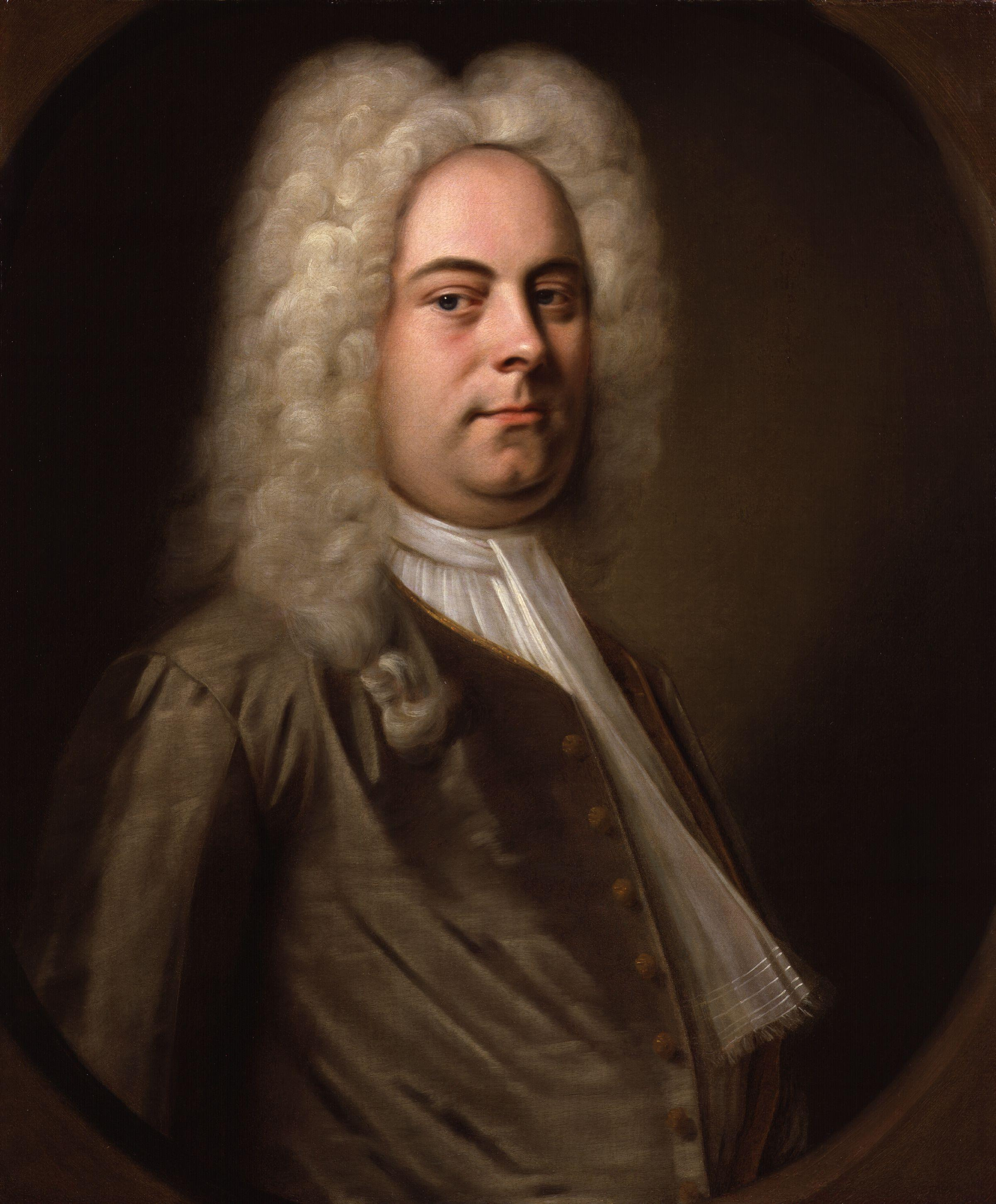
Georg Friedrich Händel

A Lipsia, inoltre, Bach si trovò a suo agio con i docenti dell'università; molti dei professori divennero padrini dei suoi figli e alcuni degli uomini di lettere e dei teologi in servizio all'università fornirono i libretti per le sue cantate. Bach, negli ultimi anni della sua vita, ebbe una relazione di amicizia particolarmente redditizia sul piano artistico con il poeta Picander (autore di diversi testi per le cantate di Bach, e tra l'altro di quelli della Passione secondo Matteo).
È singolare il fatto che Bach non incontrò mai Georg Friedrich Händel, pur essendo entrambi compositori assai noti, entrambi nati nel 1685 ed entrambi tedeschi e nonostante Händel (che nel 1712 si era stabilito a Londra) fosse tornato diverse volte in visita in Germania; proprio in una di queste visite, del 1719, Händel giunse in Germania in cerca di cantanti da scritturare, e visitò anche Düsseldorf e Dresda. Saputa la notizia, Bach partì da Cöthen per conoscerlo, ma lo mancò di pochi giorni. Circa dieci anni dopo, Händel ripeté il viaggio alla ricerca di nuovi cantanti: Wilhelm Friedemann Bach, figlio di Johann Sebastian, lo invitò a incontrare suo padre a Lipsia, ma Händel declinò l'invito.
Il motivo del rifiuto non è chiaro: si ipotizza che l'urgente ricerca di cantanti e la contemporanea malattia della propria madre costringessero Händel a non accettare impegni che avrebbero prolungato il suo viaggio. Altri, invece, scorgono nel rifiuto di Händel un senso di superiorità sociale conferitogli dal suo stato di compositore ed esecutore di fama internazionale, il quale lo rendeva riluttante ad accettare incontri ed eventuali sfide musicali con Bach, un funzionario mai uscito dalla propria regione d'origine. Benché Bach volesse solo conoscerlo e non gareggiare con lui, lo stesso senso di orgoglio potrebbe aver convinto Händel, forse sospettoso che l'invito celasse in realtà una competizione, che le gare fra musicisti erano trivialità provinciali, accettabili in gioventù (nel 1708, il ventitreenne Händel gareggiò all'organo e al clavicembalo contro il suo coetaneo Domenico Scarlatti), ma da escludersi in età adulta.
Nel 1747 Bach si recò alla corte di Federico II di Prussia a Potsdam, dove il re inventò sul momento un tema al clavicembalo e sfidò Bach a improvvisare una fuga basata sul suo tema. Bach improvvisò una fuga a tre voci, poi inviò al re l'Offerta musicale, un'opera che consiste in fughe, canoni e un trio, tutte composte sul tema ideato dal sovrano. L'arte della fuga, pubblicata postuma, è da molti ritenuta incompiuta. Tuttavia alcuni studiosi, fra i quali l'organista e clavicembalista Gustav Leonhardt, mettono in dubbio questa teoria, avanzando l'ipotesi che Bach l'avesse invece completata, iniziando subito dopo a lavorare alla famosa Fuga a tre soggetti (normalmente inclusa nel corpus dell'Arte della Fuga), questa sì rimasta incompiuta, la quale però sarebbe da considerarsi estranea all'intera opera. Numerose sono le argomentazioni e gli indizi che avvalorerebbero queste ipotesi. L'arte della fuga si compone di 18 fughe e canoni complessi basati sopra un tema semplice. Questo lavoro è spesso citato come la somma delle massime tecniche polifoniche. Nello stesso anno entrò a far parte della Correspondierende Societät der musicalischen Wissenschaften, una società di studi musicali fondata, fra gli altri, da Lorenz Christoph Mizler.
Benché Bach non abbia lasciato trattati o testi didattici (diversamente dal figlio Carl Philipp Emanuel e da altri musicisti come Johann Joachim Quantz), la sua dedizione per la didattica è stata senz'altro notevole: non ci fu praticamente nessun periodo in cui non avesse studenti e apprendisti a tempo pieno con sé; a volte persino studenti privati andavano a studiare a casa di Bach. Tra questi, anche notabili come Johann Friedrich Agricola, che, nel necrologio redatto nel 1750 insieme a Carl Philipp Emanuel Bach, scrisse: «Se mai compositore seppe mostrare la polifonia nel suo massimo splendore, fu certamente il nostro compianto Bach. [...] Nessun altro mostrò mai tante idee ingegnose e inusuali quanto lui in brani tanto complessi da sembrare nelle mani di chiunque altro aridi esercizi di stile». Ancora oggi gli studenti di tutti o quasi gli strumenti musicali incontrano le opere di Bach molto presto nei loro studi e spesso rivisitano con maggiore attenzione quelle tecnicamente più impegnative durante tutta la loro carriera.

### La morte (1750)

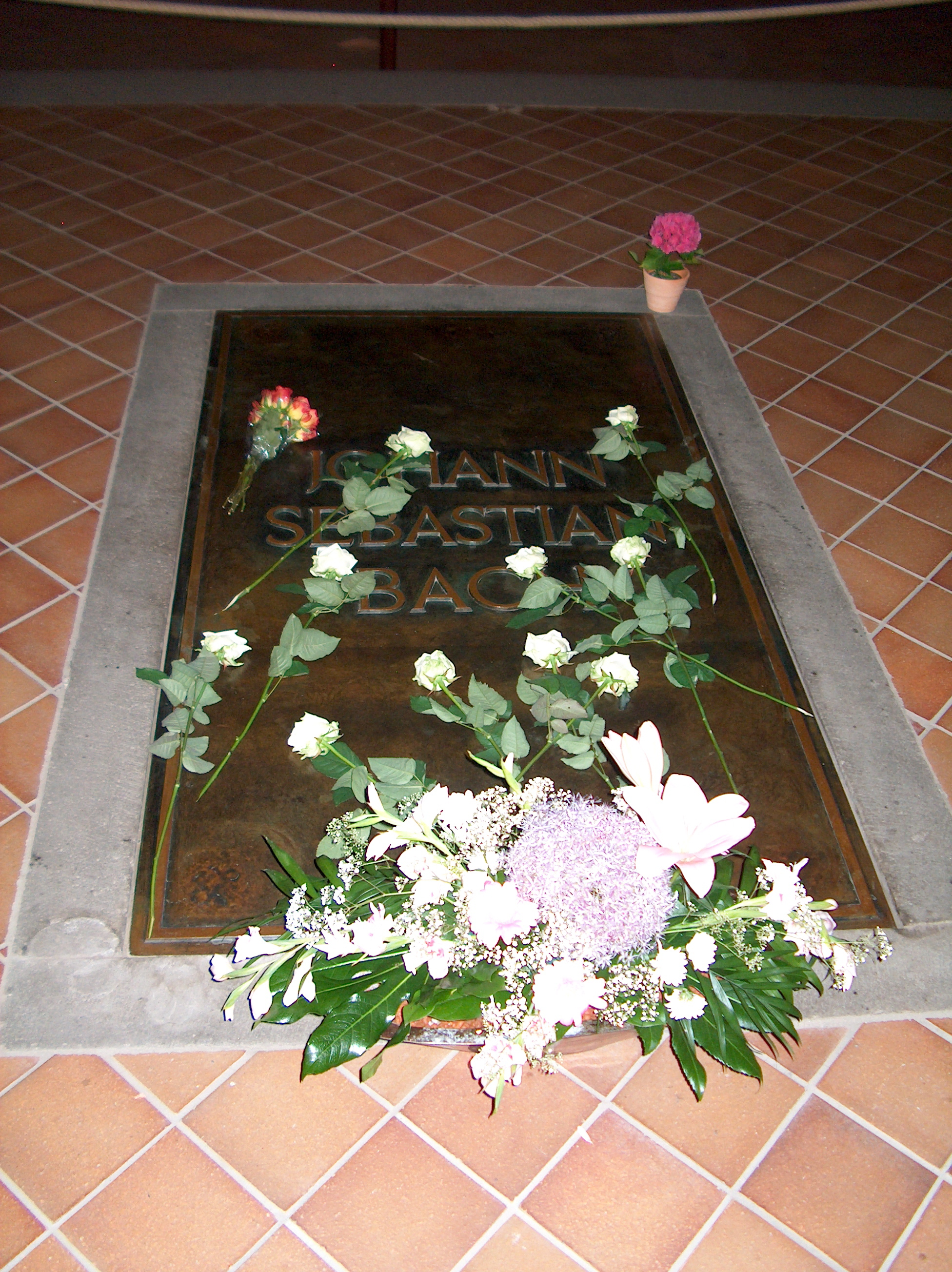
La tomba di Bach nella chiesa di San Tommaso

Bach godette di buona salute per la maggior parte della sua vita, nonostante fosse un accanito fumatore di pipa. Questa abitudine, molto comune negli uomini del tempo, non ebbe ripercussioni rilevanti sulla sua salute. Un problema serio, invece, era costituito dalla vista: Bach era sempre stato miope, ma nel 1749 ebbe un forte peggioramento della capacità visiva associato a un dolore persistente proveniente posteriormente agli occhi.
Nel giro di pochi mesi perse completamente la vista e la voce di una sua imminente dipartita si diffuse per la città. Il 2 giugno Heinrich von Brühl scrisse a uno dei borgomastri di Lipsia per chiedere che il suo direttore musicale, Johann Gottlob Harrer, sostenesse un'audizione «per il futuro posto di cantor della Thomasschule nel caso il director musices Bach passasse a miglior vita».
Verso marzo del 1750 fu di passaggio a Lipsia un uomo che fece nascere nuove speranze: si trattava di John Taylor, oculista inglese specializzato negli interventi chirurgici agli occhi. Charles de Brosses, presidente del parlamento di Digione, riferendosi a un pernottamento a Lione durante il quale, nel 1739, conobbe questo Taylor, scrisse: «Mi divertii, durante la sosta, ad assistere alla singolare operazione di un medico inglese di nome Taylor, il quale leva il cristallino degli occhi conficcando nella cornea, cioè nel bianco, un ferretto a punta lungo mezzo piede. L'operazione, che si chiama alzare, o meglio, abbassare la cataratta, è veramente curiosa e fu eseguita con molta abilità da quell'uomo, il quale, però, mi parve un ciarlatano».
Bach venne operato il 28 marzo e il 7 aprile, ma l’intervento non andò a buon fine e non consentì il recupero della vista, a causa della presenza di disturbi circolatori che impedivano le normali condizioni interoculari per effetto di un’ipertensione arteriosa. Studi recenti fanno supporre che Bach avesse un glaucoma, contro il quale la medicina dell'epoca non poteva fare nulla.
Il 18 luglio Bach riacquistò improvvisamente la vista (Alain Béchetoille, oculista, segnala che talvolta accade, nei soggetti anziani, che si verifichi un abbassamento spontaneo del cristallino a seguito del rilassamento di alcuni legamenti. Forse è ciò che accadde a Bach quel giorno: alcuni legamenti, che le operazioni di Taylor avevano solo imperfettamente reciso, si sarebbero staccati restituendogli la vista), ma dopo pochi minuti venne colpito da un ictus.
Bach morì la sera del 28 luglio 1750 all'età di 65 anni: la morte avvenne per collasso cardiocircolatorio, ma le cause non sono del tutto chiare. Alcune ricerche accennano anche a disturbi classificabili come diabete mellito; molti storici, però, attribuiscono la causa principale della morte di Bach a una batteriemia causata dagli interventi chirurgici agli occhi, probabilmente effettuati con attrezzatura non sterile.
La sua eredità venne valutata in 1159 talleri e comprendeva cinque clavicembali, due clavicembali-liuto, tre violini, tre viole, due violoncelli, una viola da gamba, un liuto e una spinetta e 52 "libri sacri" (molti dei quali di Martin Lutero, Muller e Pfeiffer). La maggior parte della musica di Bach che è giunta fino a noi è passata attraverso i suoi figli, che preservarono la maggior parte di quello che Carl Philipp Emanuel Bach chiamava il "vecchio archivio Bach" dopo la morte del padre.

### Sepoltura ed esumazione
La salma di Bach fu inumata a Lipsia, vicino alla chiesa di San Giovanni. Nel 1894, quando la chiesa dovette essere abbattuta, si decise di riesumare i resti del compositore. Dai registri della chiesa si sapeva che Bach riposava in una bara di quercia e l’identificazione del suo corpo non fu particolarmente difficile. Dopo la Seconda Guerra Mondiale le ossa vennero ricomposte e trasferite all'interno della chiesa di San Tommaso, dove riposano tuttora.

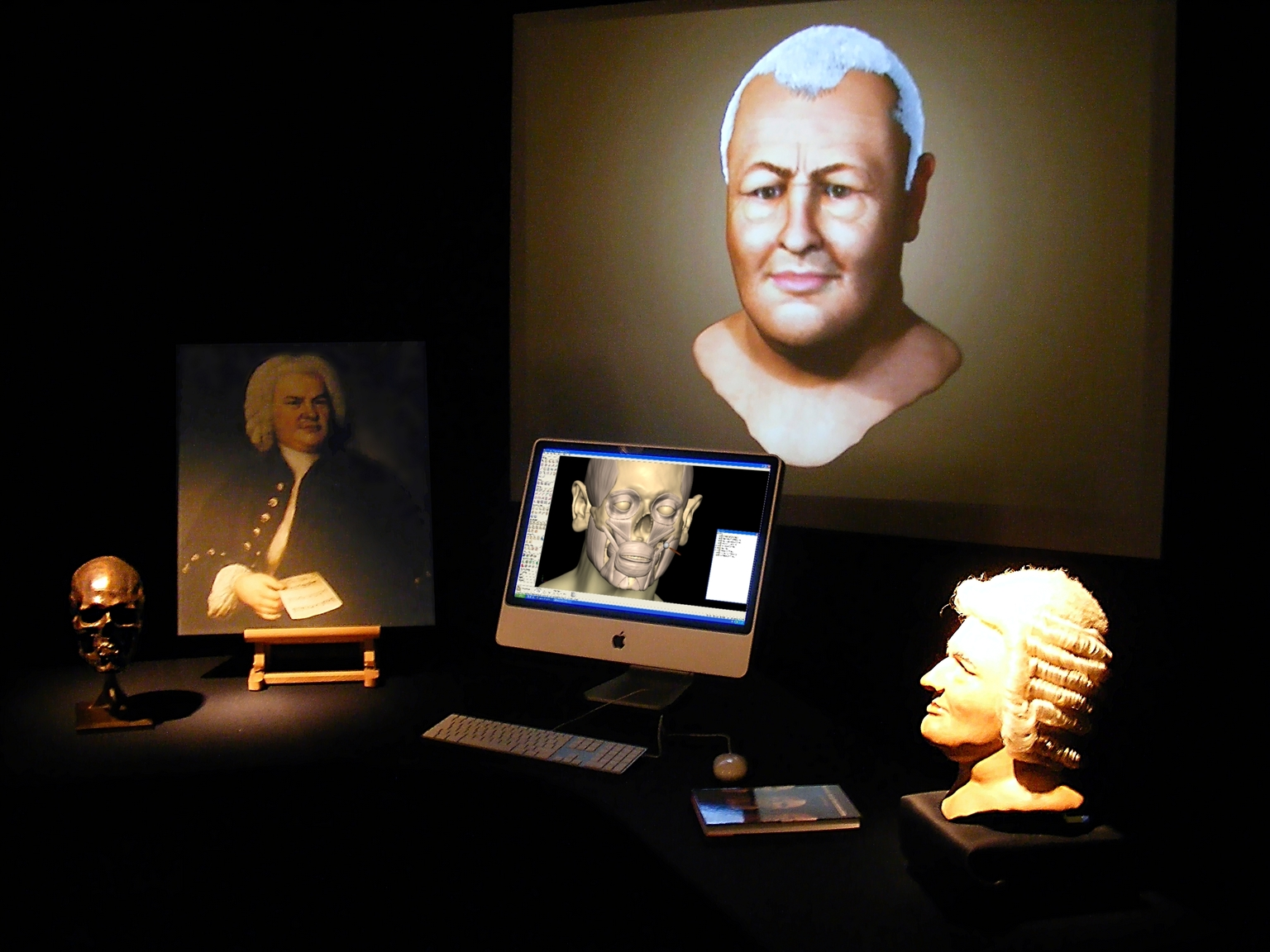
Possibile ricostruzione del volto di Bach a una esposizione speciale tenutasi nel 2008 nella casa di Bach

Nel 2008 un gruppo di ricercatori e anatomopatologi tedeschi, partendo da una copia del teschio realizzata nel 1894, ha ricostruito al computer il volto di Bach. La direttrice dei lavori Caroline Wilkinson, del centro di medicina legale, ha spiegato che prima è stata effettuata una scansione laser del cranio: l'operazione ha permesso al computer di ricreare la muscolatura del compositore. Successivamente è stata fatta una ricostruzione della struttura ossea per determinare la morfologia precisa del volto. Il risultato del lavoro è ora esposto presso la casa natale di Bach a Eisenach.

## Matrimoni e figli

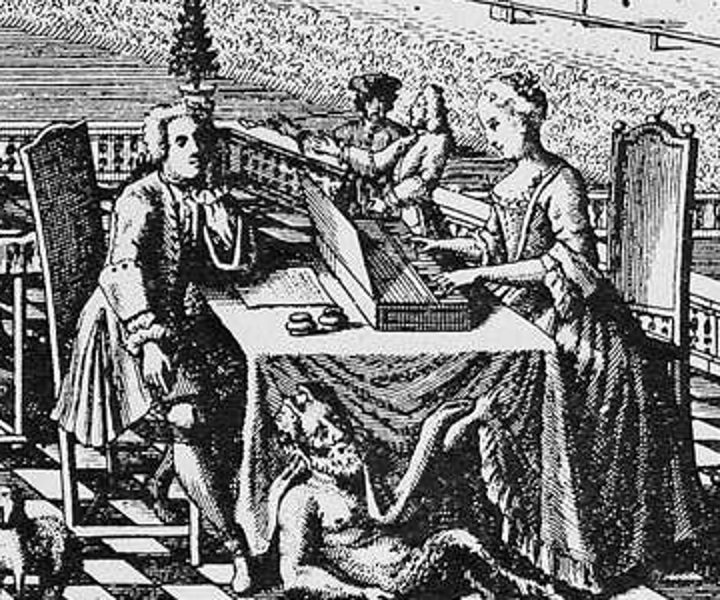
Secondo una congettura, questo dettaglio del frontespizio di una raccolta di canzoni pubblicata a Lipsia nel 1736 potrebbe ritrarre Anna Magdalena Bach, la seconda moglie di Johann Sebastian Bach, assieme a Bach stesso

Il 17 ottobre 1707 Bach sposò una sua cugina di secondo grado, Maria Barbara Bach. Da questo matrimonio nacquero sette figli (tre dei quali morti infanti):
- Catherina Dorothea Bach (1708 – 1774)
- Wilhelm Friedemann Bach (1710 – 1784)
- Johann Christoph Bach (nato e morto nel 1713)
- Maria Sophia Bach (nata e morta nel 1713)
- Carl Philipp Emanuel Bach (1714 – 1788)
- Johann Gottfried Bernhard Bach (1715 – 1739)
- Leopold Augustus Bach (1718 – 1719)[57]

Rimasto vedovo il 7 luglio 1720, Bach si risposò l'11 dicembre 1721 con Anna Magdalena Wilcke. Da questo matrimonio nacquero tredici figli (sette dei quali morti infanti e una a cinque anni):
- Christiana Sophia Henrietta Bach (1723 – 1726)
- Gottfried Heinrich Bach (1724 – 1763)
- Christian Gottlieb Bach (1725 – 1728)
- Elisabeth Juliana Friederica Bach (1726 – 1781)
- Ernestus Andreas Bach (nato e morto nel 1727)
- Regina Johanna Bach (1728 – 1733)
- Christiana Benedicta Bach (1729 – 1730)
- Christiana Dorothea Bach (1731 – 1732)
- Johann Christoph Friedrich Bach (1732 – 1795)
- Johann August Abraham Bach (nato e morto nel 1733)
- Johann Christian Bach (1735 – 1782)
- Johanna Carolina Bach (1737 – 1781)
- Regina Susanna Bach (1742 – 1809)[57]

In totale, dunque, Bach ebbe venti figli da due matrimoni. Di questi, Johann Gottfried Bernhard Bach fu l'unico a non sopravvivergli pur avendo raggiunta la vita adulta; egli, come anche il primogenito maschio Wilhelm Friedemann, Carl Phillip Emmanuel (il "Bach di Amburgo"), Johann Christoph Friedrich e Johann Christian (detto "il Bach di Londra"), aveva seguito le orme del padre ed era diventato un musicista. Anche Gottfried Heinrich aveva talento per la musica, ma una disabilità che lo colpì da giovane gli impedì di sviluppare le proprie potenzialità.

## Opere
L'opera omnia di Bach (J. S. Bachs Werke) venne pubblicata a Lipsia dalla Bach-Gesellschaft (1851-1899) in 46 volumi. Nel 1954, a cura dello Johann-Sebastian-Bach-Institut di Gottinga e del Bach-Archiv di Lipsia, iniziò la pubblicazione di una nuova opera omnia (Neue Bach-Ausgabe), conclusa nel 2007 dopo l'uscita di 96 volumi.
Il catalogo delle opere di Bach, noto come Bach-Werke-Verzeichnis, abbreviato in BWV, è stato redatto nel 1950 dal musicologo Wolfgang Schmieder. Tale catalogo comprende sia i lavori certamente scritti dal compositore, sia quelli che gli sono stati attribuiti nel corso del tempo (dei quali solo in parte è stato possibile identificare l'autore); la numerazione procede non per ordine cronologico, ma seguendo un criterio di classificazione basato sugli strumenti impiegati e sulla forma delle varie opere (cantata, corale e oratorio).

### Lavori organistici
Bach, durante la sua vita, era molto conosciuto come organista, esperto di organi e compositore di musica per organo, sia nelle forme di preludi, fantasie, toccate, sia di corali e fughe. La sua fama iniziò in gioventù grazie alla sua abilità e creatività di integrare stili diversi nelle sue composizioni. Un'influenza nordica è stata esercitata su di lui da Georg Böhm, che Bach conobbe a Lüneburg, e da Dietrich Buxtehude, che Bach incontrò nel 1705. Successivamente Bach copiò numerosi lavori di musica italiana e francese e arrangiò alcune opere di Antonio Vivaldi, realizzando diverse trascrizioni.
Dal 1708 al 1714 lavorò all'Orgelbüchlein, una raccolta incompiuta che avrebbe dovuto comprendere brevi preludi organistici a 164 corali diversi, ma di fatto Bach giunse a elaborarne soltanto 45. Dopo aver lasciato Weimar la sua produzione per organo diminuì, anche se le sue opere più note vennero tutte composte dopo tale periodo. Uno dei punti più elevati della sua produzione è costituito dalla terza parte della Clavier-Übung.
Egli scrisse 150 corali per organo raggruppati in diverse raccolte (Orgelbüchlein per Wilhelm Friedemann, forse negli anni 1708-1717; i 6 cosiddetti Corali Schübler, 1746-1750; i 18 cosiddetti Corali di Lipsia, 1747-1749) la terza parte della Clavier-Übung, 1739 circa; numerosi preludi (fantasie, toccate) e fughe; le 6 sonate, 1727; la Passacaglia in do minore BWV 582, 1716-1717; concerti, trascrizioni da Vivaldi e altri.

### Lavori per altri strumenti a tastiera
(La Revue Musicale, 1932)
Bach scrisse numerose opere per clavicembalo, molte delle quali eseguibili anche sul clavicordo. Buona parte delle sue opere per strumenti a tastiera sono antologie che mostrano il desiderio di abbracciare tutti i sistemi teorici in modo enciclopedico, in buona parte a scopo didattico:
- Il clavicembalo ben temperato, libri I e II (BWV 846-893). Ogni libro comprende un preludio e una fuga in ciascuna delle 24 tonalità maggiori e minori. "Ben temperato" si riferisce al temperamento: i temperamenti in uso all'epoca, infatti, e soprattutto quelli più antichi, non erano sufficientemente flessibili da consentire di muoversi attraverso le diverse tonalità e i cosiddetti "buoni temperamenti" sviluppati a partire dalla fine del secolo precedente permettevano maggiore flessibilità pur restando inequabili. Il moderno temperamento equabile era ancora ben lungi dall'essere messo in pratica.
- Le 15 invenzioni e 15 sinfonie (BWV 772-801). Questi lavori sono disposti nello stesso ordine cromatico del Clavicembalo ben temperato, omettendo però le tonalità più complesse e inusuali. I pezzi sono stati composti da Bach a fini didattici.
- Tre raccolte di suite: le Suite inglesi (BWV 806-811), le Suite francesi (BWV 812-817) e le Partite per clavicembalo (BWV 825-830). Ogni silloge contiene sei suite, scritte sul modello standard di preludio-allemanda-courante-sarabanda-(movimento opzionale, spesso una bourree)-giga per quanto concerne le Suite inglesi, mentre nelle Suite francesi il preludio non compare. Per quanto riguarda le Partite, solo il primo movimento della suite in si bemolle viene detto preludio.
- Le Variazioni Goldberg (BWV 988), costituite da un'aria con trenta variazioni. La raccolta ha una struttura molto complessa: le variazioni sono scritte sulla linea di basso dell'aria anziché sulla melodia. Bach ha inoltre scritto una serie di canoni sullo stesso basso, slegati però dal ciclo di variazioni.
- I concerti per clavicembalo (BWV 1052-1065), composti per essere eseguiti al Caffè Zimmermann di Lipsia, sono trascrizioni da concerti propri e da musiche di Antonio Vivaldi, autore molto ammirato da Bach.
- Varie altre opere, come l'Ouverture francese BWV 831, la Fantasia cromatica e fuga BWV 903, il Concerto italiano BWV 971, sette Toccate BWV 910-916, Quattro duetti BWV 802-805, sonate per tastiera BWV 963-967, i sei piccoli preludi BWV 933-938 e l'Aria variata alla maniera italiana BWV 989.

### Opere vocali
I grandi lavori vocali sacri comprendono le famose Passione secondo Matteo e Passione secondo Giovanni, composte per il venerdì santo, e l'Oratorio di Natale, un insieme di sei cantate. Degni di nota anche il Magnificat in Re maggiore, l'Oratorio di Pasqua e l'Oratorio dell'Ascensione. Altri lavori di grandi dimensioni, come la Messa in Si minore, vennero assemblati con pezzi precedentemente composti. Tutte queste opere, a differenza dei sette mottetti (O Jesu Christ, meins Lebens Licht, Singet dem Herrn ein neues Lied, Der Geist hilft unsrer Schwachheit auf, Jesu, meine Freude, Fürchte dich nicht, Komm, Jesu, komm! e Lobet den Herrn, alle Heiden), dispongono di notevoli parti solistiche.
La musica religiosa è stata al centro della produzione di Bach per gran parte della sua vita. Le centinaia di opere sacre che ha creato sono viste solitamente come manifestazioni non solo del suo mestiere, ma di una relazione veramente devota con Dio. Egli aveva insegnato il Piccolo catechismo di Lutero come Thomaskantor a Lipsia, e alcuni dei suoi pezzi lo rappresentano; il corale luterano fu la base di gran parte del suo lavoro. Nell'elaborazione di questi inni nei suoi preludi corali, ha scritto opere più convincenti e strettamente integrate rispetto alla maggior parte dei suoi contemporanei, anche quando erano molto lunghe. La struttura su larga scala di tutte le principali opere vocali di Bach è la prova di sottili ed elaborati progetti di creare un'espressione religiosamente e musicalmente potente: ad esempio la Passione secondo Matteo, come altre opere del suo genere, non solo illustrava la Passione con testi biblici che si riflettevano in recitativi, arie, cori e corali, ma, nel comporre quest'opera, Bach ha creato un'esperienza complessiva che è stata trovata musicalmente elettrizzante e spiritualmente profonda.
Alla fine di ogni sua composizione, soprattutto quelle religiose ma anche ad alcune di quelle secolari, appose la firma "S.D.G." ossia "Soli Deo Gloria". In omaggio a Bach, la frase fu scelta anche da Sir John Eliot Gardiner per il nome della sua etichetta discografica dopo essere andato via da Archiv Produktion, per continuare e completare il suo progetto sulle cantate di Bach. La canzone di Aaron Shust del 2009 dal titolo "To God Alone (be the Glory)" fu ispirata dalla stessa firma apposta da Bach in fondo alle sue partiture musicali.

#### Le cantate
Esclusi i periodi di quaresima e avvento, Bach eseguì una cantata diversa ogni domenica alla chiesa di San Tommaso a Lipsia, scritte su un tema che corrispondeva alle letture sacre della settimana, come stabilito dal calendario dell'anno liturgico della chiesa luterana. In totale compose oltre 300 cantate sacre, di cui circa 195 giunte fino a noi.
Le cantate variano molto nella forma e nella strumentazione le une dalle altre. Alcune sono per cantante solista, altre sono per il coro; alcune sono per orchestra, altre solo per pochi strumenti. Il loro formato standard, comunque, comprendeva un grande coro di apertura, seguito da recitativi e arie per solisti, o duetti, e un altro corale conclusivo. Il recitativo era parte della lettura della settimana della Bibbia e l'aria era una riflessione su di essa. Fra le cantate più note la Christ lag in Todesbanden BWV 4, la Ich hatte viel Bekümmernis BWV 21, la Ein feste Burg ist unser Gott BWV 80, la Ich habe genug BWV 82, la Actus Tragicus BWV 106, la Wachet auf, ruft uns die Stimme BWV 140 e la Herz und Mund und Tat und Leben BWV 147.
Inoltre Bach scrisse un certo numero di cantate profane, di solito da eseguire in manifestazioni civili come le inaugurazioni dei consigli municipali. Queste includono anche una cantata nuziale, la Cantata dei contadini e la Cantata del caffè.

### Musica orchestrale e da camera
Ai tempi di Bach la distinzione fra musica orchestrale e musica da camera non era così netta e i generi della suite e del concerto erano trasversali alle formazioni strumentali. Così, a parte il caso unico del Concerto alla maniera italiana BWV 971 per clavicembalo solo, nonché le trascrizioni per organo di concerti orchestrali di autori quali Tomaso Albinoni o Antonio Vivaldi, si trovano concerti per un gruppo di solisti come il Concerto brandeburghese n. 6, o per formazioni orchestrali anche assai ampie, come nel Concerto brandeburghese n. 1, notando però che ai tempi di Bach le compagini orchestrali erano assai più piccole di quelle che cominciano ad essere create alla fine del XVIII secolo per l'esecuzione delle sinfonie e delle opere.
Durante la sua permanenza a Cöthen, Bach ebbe modo di produrre una buona parte della sua musica strumentale, dal momento che alla corte calvinista del principe Leopoldo non veniva eseguita altra musica liturgica che gli inni tradizionali calvinisti. Queste opere sono caratterizzate da un ordine e una simmetria molto maggiori rispetto alle precedenti, sia nella struttura delle singole composizioni sia nel loro insieme. Tutte queste composizioni del periodo di Cöthen sono raggruppate in raccolte di 6 composizioni: i Concerti brandeburghesi, le Suite inglesi, le Suite francesi, le Sonate e partite per violino solo, le Suite per violoncello solo, le Sonate per violino e clavicembalo.
La suite in Bach presenta una struttura del tutto convenzionale:
1. Allemanda
2. Corrente
3. Sarabanda
4. Altre danze inserite in questa posizione, sovente danza galanti – (spesso Minuetti, Bourrées o Gavotte)
5. Giga

Le opere di Bach per strumenti solisti — come le Sonate e partite per violino solo, le Suite per violoncello solo e la Partita per flauto solo — sono composizioni in cui il più alto virtuosismo della sua epoca è messo al servizio di una scrittura eccezionalmente sapiente ed elaborata dal punto di vista costruttivo e concettuale; queste composizioni sono fra le più importanti composizioni del repertorio di quegli strumenti, punti di arrivo nello studio dello strumentista. Oltre alle opere composte a Cöthen, Bach scrisse altre importanti composizioni strumentali, come i concerti per clavicembalo o le opere per liuto; scrisse anche molta musica da camera: numerose sonate per violino e clavicembalo, viola da gamba e clavicembalo, flauto e clavicembalo, sonate a tre e varie altre opere senza una strumentazione specificata, come i quattordici canoni BWV 1087. Fra le più significative composizioni strumentali tarde ci sono L'arte della fuga e l'Offerta musicale.
Le opere orchestrali di Bach più conosciute sono i concerti brandeburghesi, chiamati così perché dedicati al margravio Cristiano Ludovico di Brandeburgo-Schwedt presso cui Bach sperava invano di trovare impiego. Queste opere sono esempi del genere del concerto grosso. Altri lavori nel genere del concerto sono i concerti per violino (BWV 1041 e BWV 1042), il concerto per due violini in re minore (BWV 1043), i concerti per clavicembali multipli. Si ritiene generalmente che i suoi concerti per clavicembalo non fossero opere autentiche, ma arrangiamenti di suoi concerti andati perduti; molti concerti per violino, oboe e flauto sono stati ricostruiti da questi. Oltre i concerti, Bach produsse quattro suite per orchestra, delle quali è molto famosa la terza. Un arrangiamento per violoncello e pianoforte dell'aria tratta da questa suite fu la prima opera bachiana a essere registrata, nel 1902 a San Pietroburgo, dal violoncellista russo Aleksandr Veržbilovič.

## Stile musicale
In larga misura lo stile musicale di Bach si adatta alle convenzioni del suo tempo, che è la fase finale del periodo barocco. Fin dalla più tenera età la cultura musicale di Bach si è impregnata delle composizioni dei suoi contemporanei e delle generazioni precedenti, francesi, italiani e di ogni parte della Germania.
Bach ha composto concerti, suite, recitativi seguiti da arie con da capo, musica corale in quattro parti, proprio come i contemporanei Handel, Telemann e Vivaldi. La musica di Bach si contraddistingue per la complessità dell'armonia, dell'invenzione contrappuntistica e dello sviluppo dei motivi e per la sintesi originale che operò fra lo stile tedesco e le opere dei compositori italiani. In tutta la sua adolescenza la produzione di Bach mostrò crescente abilità nell'organizzazione di opere complesse, basate sui modelli di Dietrich Buxtehude, Georg Böhm e Johann Adam Reincken. Il periodo 1713-14, quando un vasto repertorio di musica italiana si rese disponibile per l'orchestra di corte di Weimar, fu un punto di svolta. Da quel momento Bach assorbì nel suo stile alcuni tratti della musica italiana, caratterizzati da contorni melodici semplici, maggiore concisione ritmica e modulazioni più chiare.
Ci sono diverse caratteristiche più specifiche dello stile di Bach. Nel periodo barocco i compositori che componevano secondo il gusto italiano (che insieme a quello francese dominava la musica "colta"), spesso scrivevano linee melodiche semplici, che venivano successivamente arricchite dagli esecutori con abbellimenti e passaggi improvvisati. Bach, al contrario, utilizzava una forma di scrittura musicale estremamente dettagliata e fiorita, che lascia uno spazio esiguo alla possibilità degli esecutori di aggiungere passaggi arbitrari.
Questo può essere stato causato dall'interesse precipuo per il contrappunto, e per la sua chiarezza ed esattezza, che poteva essere messa a repentaglio dalle aggiunte improvvisate dell'esecutore. Le strutture contrappuntistiche di Bach sono generalmente più complesse di quelle di Händel e della maggior parte degli altri compositori dell'epoca.
Bach, diversamente dall'uso dell'epoca, in alcune opere come L'arte della fuga e l'Offerta musicale (con l'eccezione della sonata in trio presente in quest'ultima, che è scritta espressamente per flauto, violino e basso continuo), non diede alcuna indicazione circa gli strumenti da impiegare, lasciando intendere la possibilità di esecuzione su strumenti diversi.
Molto devoto alla fede luterana, Bach pose molta attenzione nella musica sacra e gli inni luterani furono alla base di molte sue composizioni. Il suo interesse per la liturgia lo portò alla realizzazione di composizioni sacre elevatissime sia dal punto di vista tecnico sia da quello qualitativo.

## Bach e l'opera

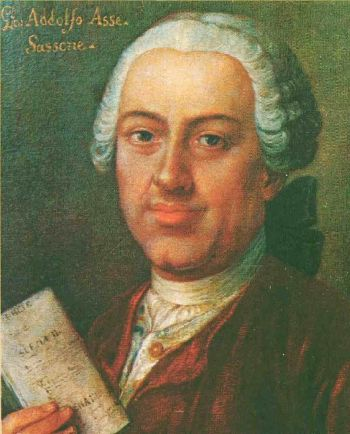
Johann Adolf Hasse

È singolare il fatto che Bach non compose alcuna opera lirica, a maggior ragione se si tiene presente il numero di opere composte dai suoi contemporanei (Georg Friedrich Händel ne scrisse 42, Georg Philipp Telemann circa 50 e Johann Adolf Hasse 69).
Bach compose alcuni brevi Drammi per Musica di soggetto mitologico o burlesco (che vengono catalogati fra le cantate profane BWV 201-224) per committenti privati, ma si ignora il fatto per cui non si sia mai cimentato in un'opera vera e propria. Lipsia, comunque, non mostrava particolare interesse verso il teatro, attività che, benché fosse stata assai fiorente dal 1693 al 1720, languì totalmente dal 1720 al 1744.
Secondo la biografia bachiana di Johann Nikolaus Forkel: «(Bach) veniva ricevuto a Dresda con tutti gli onori, e ci andava spesso, soprattutto per sentire l'opera. Di solito si faceva accompagnare da suo figlio Wilhelm Friedemann. Prima della partenza soleva dirgli: "Allora, Friedemann, andiamo a sentire «le belle canzoncine di Dresda?"» (Nell'originale: «Die schönen Dresdener Liederchen?»). Per quanto innocente, la frase distingue bene ciò che Bach riteneva arte e ciò che riteneva ameno piacere.
Nel novembre 1739 Johann Adolph Scheibe attaccò Bach, pur senza citarlo esplicitamente, in un libretto dal titolo Considerazione sull'essenza di Odi o Lieder, nel quale si evince che il disprezzo di Bach per l'opera doveva, all'epoca, essere cosa nota: «Vi sono alcuni grandi Spiriti che trovano disgustosa perfino la parola canzone; costoro, quando vogliono parlare di un pezzo di musica che non sia scritto in modo ampolloso e ingarbugliato, lo chiamano canzone». Il fatto che il soggetto della critica sia Bach è evidente, in quanto lo stesso Scheibe rimproverò a Bach di essere "ampolloso e innaturale".
Bach sapeva bene che l'opera era un ambiente infido e scivoloso: forse per questo, sondato il terreno (l'unica sua possibilità di comporre opere era trasferirsi a Dresda, ma lì non avrebbe mai accettato di essere un subalterno del già famoso Johann Adolf Hasse, che aveva ben 14 anni meno di lui), decise che l'opera era, per lui, una strada non praticabile. Hasse, infatti, teneva saldamente in pugno la scena musicale di Dresda guadagnando 12.000 talleri l'anno, ossia una cifra pari a 14 anni di stipendi di Bach a Lipsia. Di fronte a Hasse, visto come un modello di successo fortemente consolidato, la strada dell'opera di Dresda dovette apparire a Bach come praticamente sbarrata. O forse Bach ritenne di aver già sufficientemente sperimentato l'armamentario operistico serio e comico mediante i suoi Drammi per Musica, convincendosi che il mondo dell'opera non lo attraeva più di tanto.

## Eredità e reputazione moderna

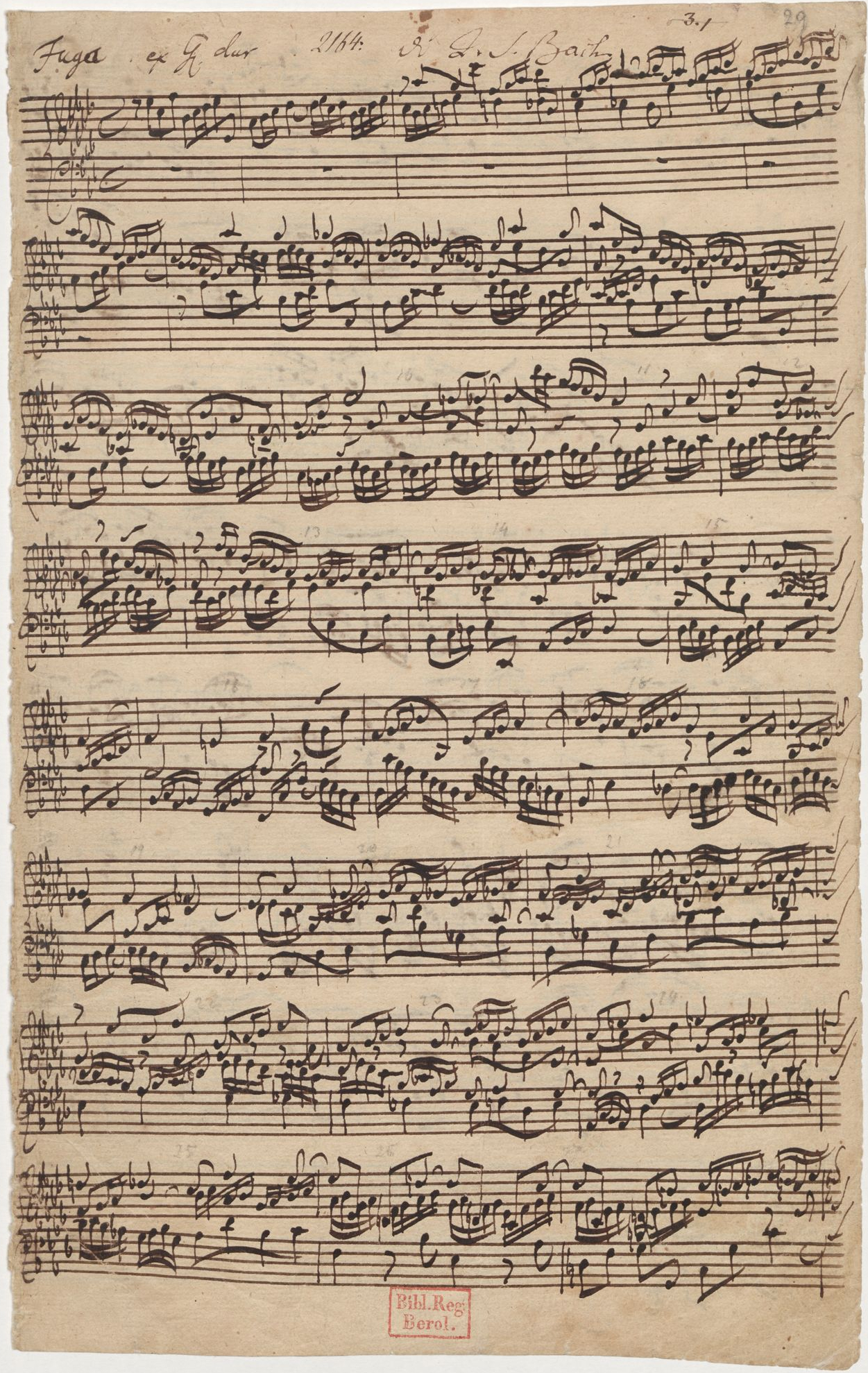
Manoscritto originale de Il clavicembalo ben temperato

Dopo la sua morte, la fama di Bach come compositore declinò e i suoi lavori vennero considerati "démodé" rispetto agli autori emergenti del periodo classico. Inizialmente venne ricordato come esecutore e insegnante e le sue opere più note erano quelle per strumenti a tastiera.
Non di meno, Mozart, Beethoven, Schumann e Chopin erano suoi convinti ammiratori. Il primo, quando visitò la chiesa di San Tommaso a Lipsia e ascoltò l'esecuzione del mottetto Singet dem Herrn ein neues Lied BWV 225, esclamò: "Qui c'è qualcosa da cui possiamo imparare!"; dopo essersi fatto dare tutti gli spartiti di Bach presenti in chiesa, Mozart si sedette e non si alzò finché non ebbe finito di esaminarli tutti.
Beethoven fu un devoto ammiratore di Bach, imparò a suonare Il clavicembalo ben temperato da bambino e, più tardi, chiamò Bach Urvater der Harmonie ("padre originario dell'armonia"). Parlando del significato della parola Bach, Beethoven disse: nicht Bach, sondern Meer ("non un ruscello, ma un mare"). Prima di iniziare un concerto, Chopin usava prepararsi suonando Bach. Diversi compositori, fra i quali gli stessi Mozart e Beethoven, ma anche Robert Schumann e Felix Mendelssohn, iniziarono a scrivere in maniera contrappuntistica dopo aver conosciuto le opere di Bach. Franz Liszt incluse la Toccata e Fuga BWV 565 nel proprio repertorio organistico; inoltre l'opera di Max Reger, in particolar modo quella organistica, può essere definita un compendio tra il rigoroso contrappunto bachiano e la letteratura tardo-romantica di Wagner.
Anche in Italia il contrappunto di Bach trovò ammiratori già nel corso del XVIII secolo, quali Giovanni Battista Martini, con le sue Sonate d'intavolatura per l'organo e il cembalo, e Ignazio Cirri, con le sue Dodici sonate per l'organo e Sei sonate per clavicembalo con accompagnamento per violino.
La rinascita della fama di Bach come compositore, fra il grande pubblico, iniziò nel 1802 con la pubblicazione della celebre biografia scritta da Johann Nikolaus Forkel, che venne letta anche da Beethoven. Goethe conobbe le opere di Bach relativamente tardi nella sua vita attraverso una serie di concerti a Bad Berka fra il 1814 e il 1815. Successivamente, in una lettera del 1827, narrò l'esperienza di ascolto della musica di Bach come "un'eterna armonia in dialogo con sé stessa". Tuttavia, fu Felix Mendelssohn che rilanciò maggiormente Bach grazie all'esecuzione, nel 1829, della Passione secondo Matteo a Berlino. Hegel, che assistette all'esecuzione, in seguito parlò di Bach come "grande, davvero protestante, robusto e, per così dire, il genio erudito che di recente abbiamo imparato ad apprezzare nel suo pieno valore". La Bach Gesellschaft (Società bachiana) venne fondata nel 1850 per promuovere le sue opere e, dal 1899, pubblicò l'edizione completa dei lavori di Bach.
Alcuni compositori resero omaggio a Bach impostando il suo nome in note musicali (B=Si bemolle, A=La, C=Do, H=Si naturale). Franz Liszt, per esempio, scrisse un preludio e una fuga sul tema BACH. Alcuni dei più grandi compositori hanno omaggiato Bach in vari modi: gli esempi includono i preludi e fughe di Šostakovič e la sonata per violoncello in mi minore di Johannes Brahms, il cui finale si basa su uno dei soggetti de L'arte della fuga.
Tre composizioni di Bach sono state incluse nel Voyager Golden Record, un disco inserito nelle prime due navicelle del Programma Voyager, lanciato nello spazio nel 1977 e contenente suoni e immagini della Terra al fine di portare a eventuali altre civiltà la conoscenza della nostra cultura. Bach risulta il compositore maggiormente rappresentato sul disco, sia per numero di brani sia per durata complessiva. I brani inclusi sono: il primo movimento del concerto brandeburghese n.2, BWV 1047 (eseguito dalla Munich Bach Orchestra diretta da Karl Richter), la gavotte en rondeau della partita n.3 per violino solo, BWV 1006 (eseguita da Arthur Grumiaux), il Preludio e Fuga n.1, BWV 846 dal primo libro del Clavicembalo ben temperato (eseguiti al pianoforte da Glenn Gould).

## Ritrattistica
Molti sono i ritratti di Johann Sebastian Bach, in tutte le età, giunti fino a noi, ma pochi di essi possono considerarsi autentici. I più noti ritratti di Bach sono i due di Elias Gottlob Haussmann, di cui non si pone pressoché alcun dubbio sull'identità del soggetto ritratto, mentre per altri ritratti esistono fonti che affermano che Bach ne sia il soggetto, ma questa attribuzione è generalmente controversa.

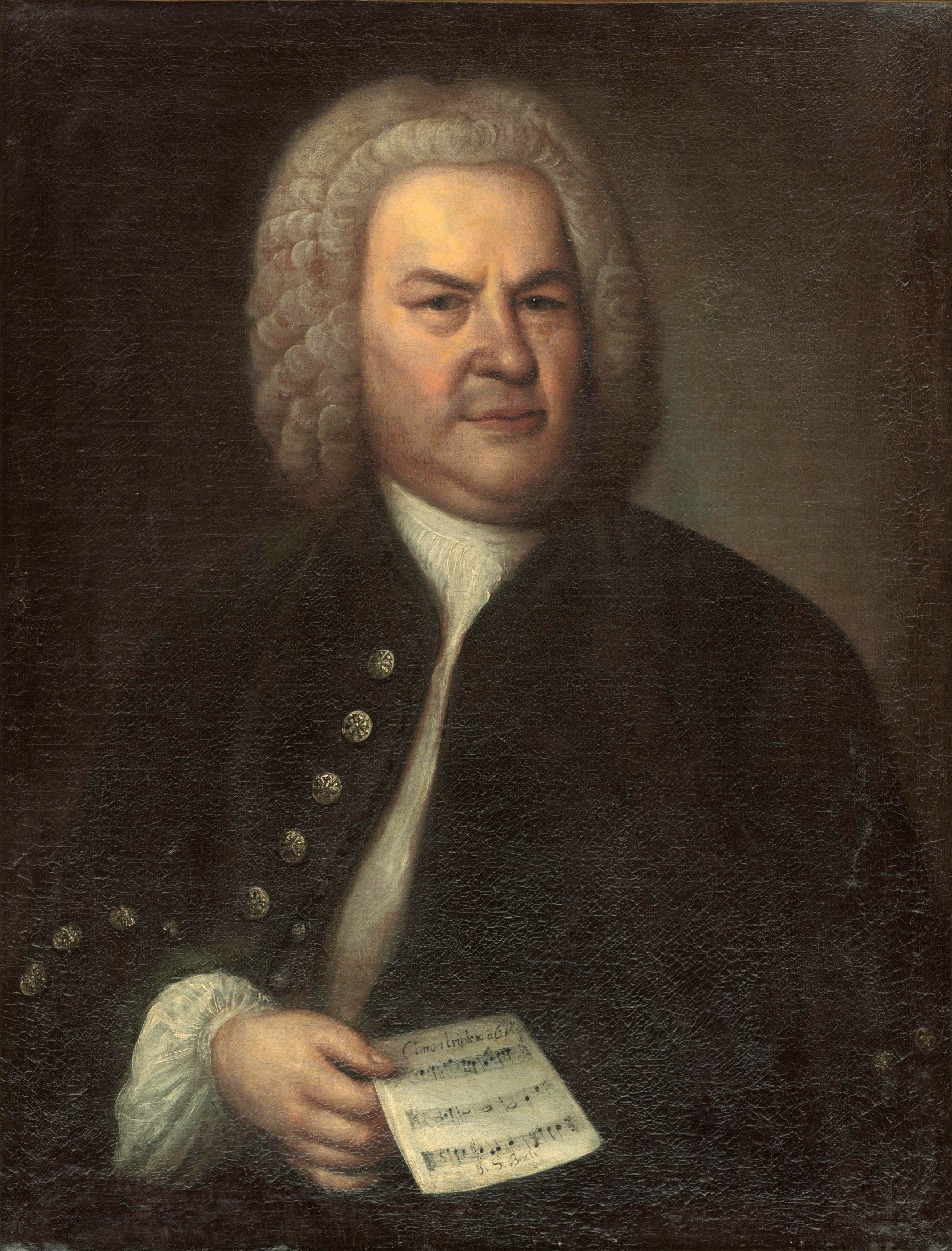
Haussmann, 1746
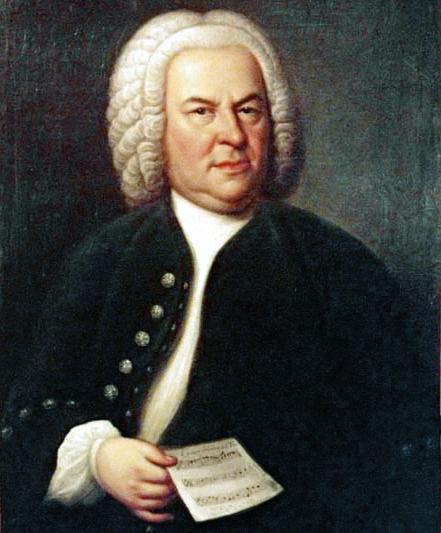
Haussmann, 1748
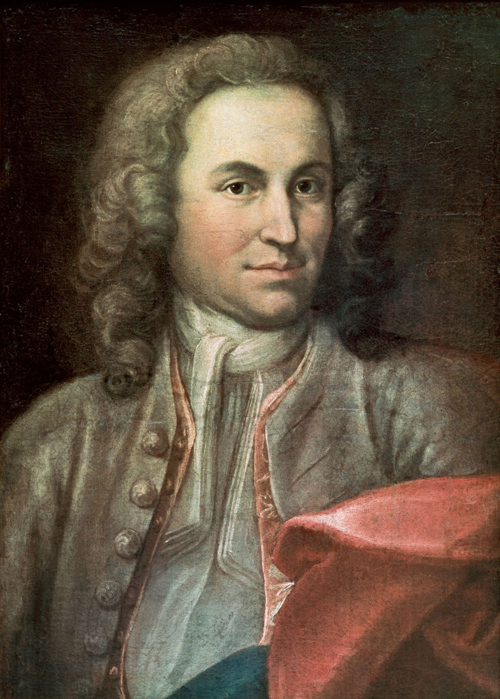
Rentsch, 1715
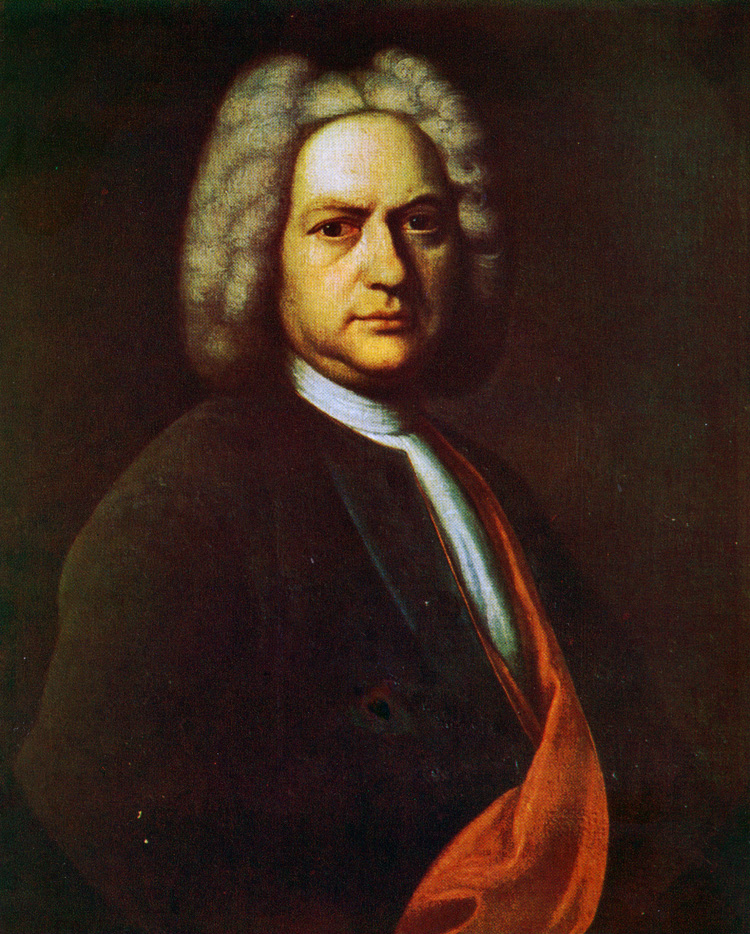
Ihle, 1717-1723?
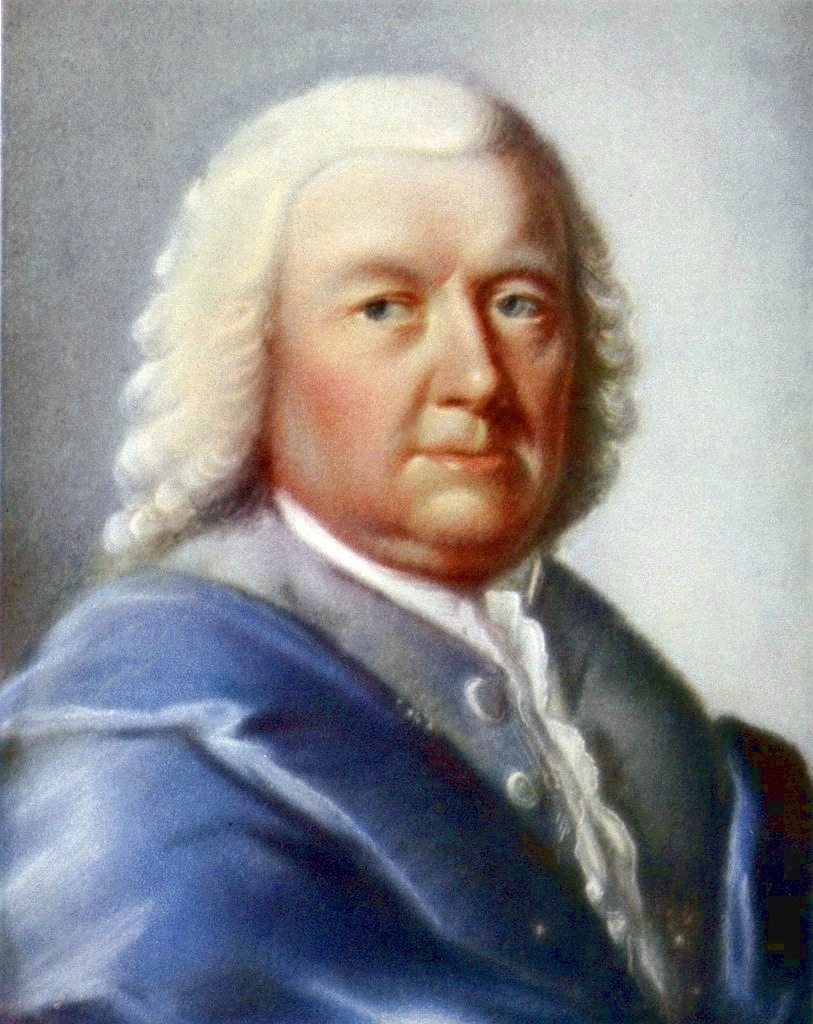
Gottlieb Friedrich Bach, 1732-1734?
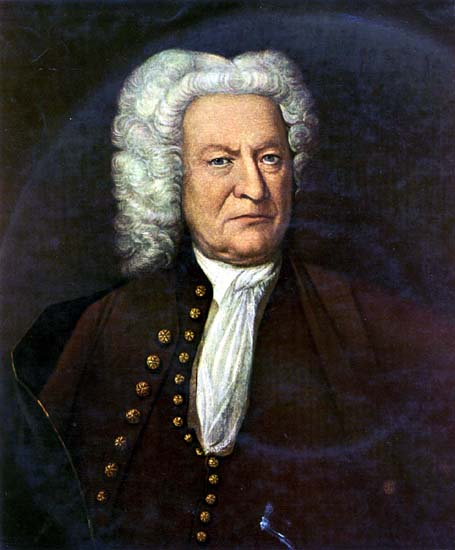
Artista sconosciuto, 1749-1750?

## Esecuzioni
Al tempo di Bach le orchestre e i cori erano generalmente di piccole dimensioni in confronto, per esempio, a quelli utilizzati al tempo di Brahms, e i cori più numerosi impiegati da Bach erano composti da un numero davvero esiguo di cantori.
Nel corso del XX secolo, le esecuzioni dell'opera di Bach si sono generalmente divise fra due approcci contrastanti: uno è basato sull'utilizzo di strumenti, tecniche e modalità espressive derivanti dalla tradizione romantica e post-romantica; l'altro, detto "filologico" o "storicamente informato" si basa invece sui risultati (progressivamente accumulati nel corso degli ultimi decenni, con esiti non sempre univoci) degli studi storici sugli strumenti e sulla prassi esecutiva dell'epoca bachiana. Al primo approccio appartengono, fra le altre, le interpretazioni di Günther Ramin, Georg Solti, Karl Richter, Carlo Maria Giulini, Herbert von Karajan, mentre all'approccio filologico appartengono le interpretazioni di Gustav Leonhardt, Nikolaus Harnoncourt, Ton Koopman, Reinhard Goebel, Paul McCreesh, Jordi Savall, John Eliot Gardiner e Trevor Pinnock. Per quelle opere di Bach che, come già ricordato, non riportano indicazioni sull'organico (in particolare L'arte della fuga e l'Offerta musicale), le esecuzioni moderne possono differire radicalmente fra loro, anche nella scelta degli strumenti impiegati. Una lunga controversia, poi, ha riguardato l'inclusione delle opere per tastiera di Bach nel repertorio pianistico: Bach ben conosceva il pianoforte, nelle caratteristiche costruttive dell'epoca (che differiscono sensibilmente da quelle attuali), ma non risulta essersi mai specificamente dedicato a questo strumento né come compositore né come esecutore.
Alcune melodie di Bach, in arrangiamenti diversi utilizzati per esempio nelle pubblicità, sono diventate molto popolari anche al di fuori dell'ambito concertistico. Fra queste le versioni di Bach dei Swingle Singers, che hanno rielaborato pezzi come l'aria sulla quarta corda, o il preludio corale Wachet auf, ruft uns die Stimme. Diversi musicisti jazz, pop e rock hanno utilizzato in loro brani rielaborazioni di temi di Bach, come Jacques Loussier, Ian Anderson, Keith Emerson, Paul Simon, Uri Caine e il Modern Jazz Quartet.

## Bach e il cinema
Nei seguenti film si tratta la figura del compositore:
- Johann Sebastian Bach, cortometraggio del 1958 diretto da Hans Cürlis.
- À la rencontre de Jean-Sébastien Bach, un documentario cortometraggio del 1959.
- Cronaca di Anna Magdalena Bach è un film biografico su Bach del 1967, in cui il grande compositore è interpretato dal clavicembalista Gustav Leonhardt.
- The Joy of Bach, documentario del 1980.
- The Cantor of St Thomas's, cortometraggio del 1984.
- Johann Sebastian Bach, film per la TV del 1985.
- Famous Composers: Johann Sebastian Bach, documentario cortometraggio del 1996.
- Bach en Zaraza, documentario cortometraggio del 2002, diretto da Luis Armando Roche
- Mein Name ist Bach, film del 2003, di Dominique De Rivaz.
- Il silenzio prima di Bach, pellicola del 2007, del regista Pere Portabella.

Il regista Pier Paolo Pasolini (1922 – 1975) utilizzò la Passione secondo Matteo come colonna sonora in due famose sue opere: Accattone e Il Vangelo secondo Matteo. Ermanno Olmi, invece, nel suo film L'albero degli zoccoli (1978), utilizzò le opere per organo di Bach eseguite dal maestro Fernando Germani, già organista titolare dell'organo di San Pietro in Vaticano. Andrej Tarkovskij utilizza vari brani del compositore nelle sue opere, in particolare il preludio Ich ruf' zu Dir, Herr Jesu Christus (BWV 639) in Solaris (1972).